# Bảo Đại
Bảo Đại (chữ Hán: 保大, 22 tháng 10 năm 1913 – 31 tháng 7 năm 1997), tên khai sinh là Nguyễn Phúc (Phước) Vĩnh Thụy (阮福永瑞), là vị hoàng đế thứ 13 và là vị vua cuối cùng của triều đại nhà Nguyễn, cũng là vị hoàng đế cuối cùng của chế độ quân chủ trong lịch sử Việt Nam.
Bảo Đại vốn là niên hiệu của ông, tục lệ các vị Hoàng đế nhà Nguyễn chỉ giữ một niên hiệu nên dân gian hay dùng niên hiệu để gọi vị Hoàng đế đó. Ông lên ngôi năm 1925 khi Đại Nam vẫn còn dưới thời Pháp thuộc.  Đến năm 1945, dưới sự sắp xếp của phát xít Nhật, ông công bố Tuyên cáo Việt Nam độc lập và là Hoàng đế đầu tiên của Đế quốc Việt Nam. Trong Cuộc Cách mạng Tháng Tám vào cùng năm, Bảo Đại ban bố chiếu thoái vị, chấm dứt triều đại nhà Nguyễn từ năm 1802 cũng như sự thống trị của dòng họ Nguyễn (Phúc) từ năm 1558. Ông nhận làm Cố vấn tối cao cho Chính phủ Cách mạng lâm thời Việt Nam Dân chủ Cộng hòa do Chủ tịch Hồ Chí Minh lãnh đạo, nhưng sau đó ông lại bỏ sang Hồng Kông.
Giữa bối cảnh Chiến tranh Đông Dương đang diễn ra, năm 1948, với sự liên lạc của mật thám Pháp tại Hồng Kông, Bảo Đại đứng ra đại diện cho các đảng phái quốc gia để thành lập nên Quốc gia Việt Nam hợp tác với Liên hiệp Pháp để chống lại chính phủ Việt Nam Dân chủ Cộng hòa. Là Quốc trưởng của Quốc gia Việt Nam (1949 – 1955), Bảo Đại đã bị Tòa án Việt Nam Dân chủ Cộng hòa kết án phản quốc với cáo trạng đã hợp tác với Liên hiệp Pháp, chống lại phong trào kháng chiến của dân tộc Việt Nam. Năm 1955, Thủ tướng Ngô Đình Diệm phế truất ông để thành lập Việt Nam Cộng hòa. Từ đó, Bảo Đại đến sống lưu vong ở Pháp tới khi qua đời.

## Tiểu sử
Nguyễn Phúc Vĩnh Thụy, tên tục lúc bé là Mệ Vững, sinh ngày 22 tháng 10 năm 1913 tại kinh thành Huế, là con trai duy nhất của vua Khải Định, mẹ là Hoàng Thị Cúc. Về thân thế của Bảo Đại cho đến nay vẫn còn nhiều dấu chấm hỏi lớn, vì theo các ghi chép lịch sử, vua Khải Định bị cho là vô sinh và không thích gần đàn bà.
Ngày 28 tháng 4 năm 1922, khi được 9 tuổi, ông được xác lập làm Đông cung Hoàng Thái tử. Ngày 15 tháng 6 năm 1922, ông cùng Khải Định sang Pháp để tham gia cuộc triển lãm hàng hóa tại Marseille. Đây là lần đầu tiên ông đi sang một quốc gia ở miền Tây Âu.

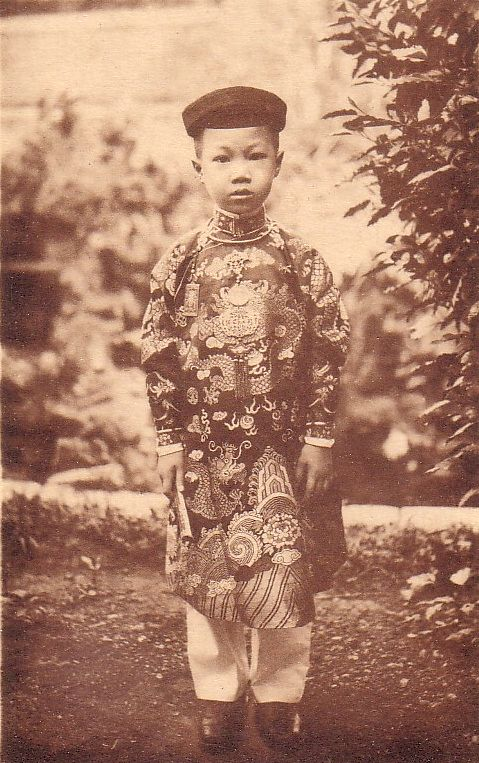
Hoàng tử Vĩnh Thụy lúc nhỏ tại Huế
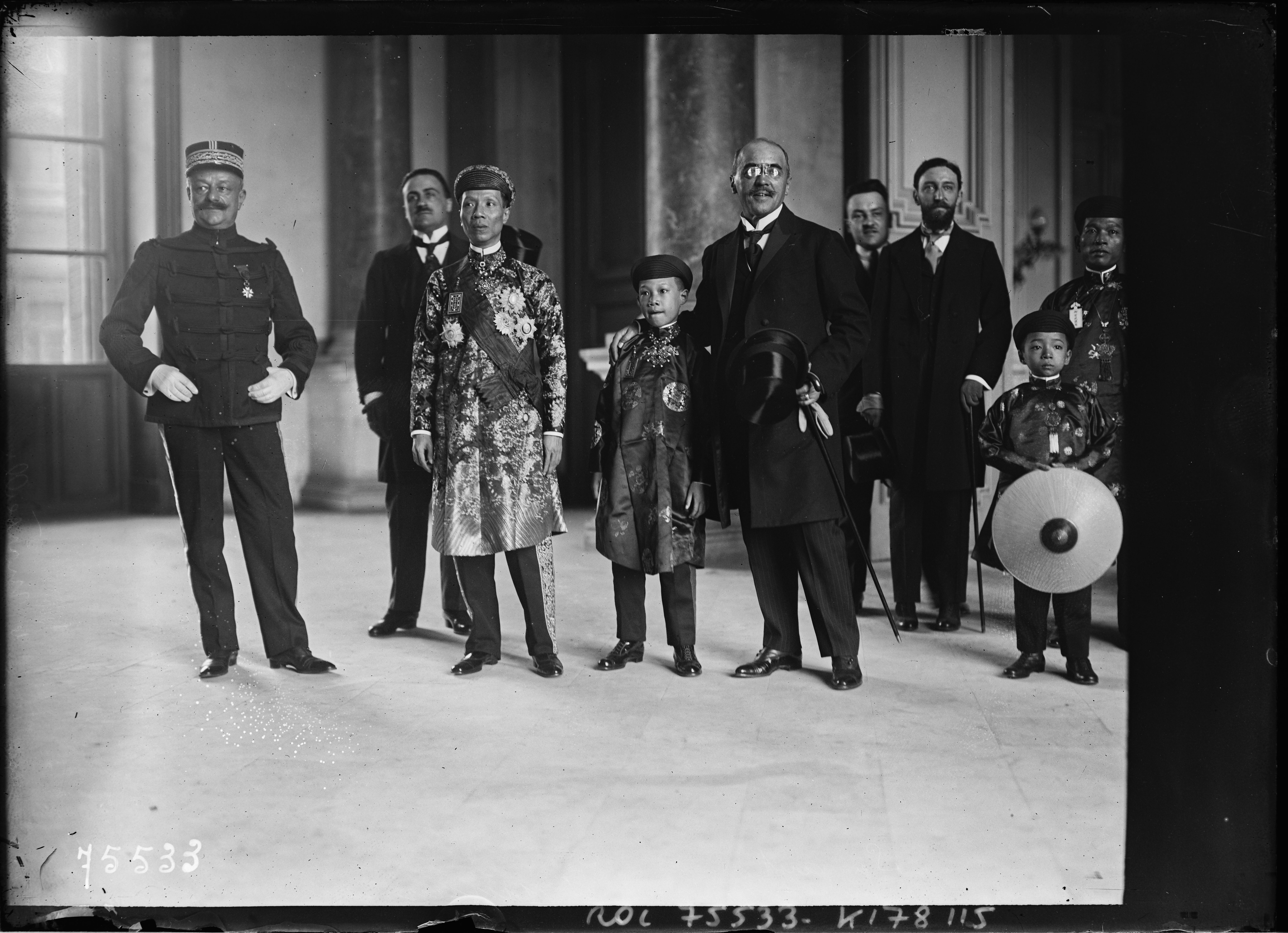
Vua Khải Định, Vĩnh Thụy, và Toàn quyền Pháp Albert Sarrault tại thành phố Marseille, Pháp

### Thời niên thiếu tại Pháp
Tháng 6 năm 1922, Vĩnh Thụy được vợ chồng cựu Khâm sứ Trung Kỳ là Jean François Eugène Charles nhận làm con nuôi và học ở trường Lycée Condorcet.
Tháng 2 năm 1924, ông về nước để dự Lễ tứ tuần đại khánh của Khải Định, đến tháng 11 trở lại nước Pháp để tiếp tục học trường Hattemer.
Ngày 6 tháng 11 năm 1925, Khải Định mất, Vĩnh Thụy về nước thọ tang. Ngày 8 tháng 1, khi mới 12 tuổi, Vĩnh Thụy được tôn lên kế vị làm hoàng đế kế nhiệm, ông lấy niên hiệu Bảo Đại. Tháng 3 cùng năm, Bảo Đại trở lại Pháp để tiếp tục du học.
Triều đình cử một bậc túc nho đi theo sang Pháp để dạy Vua học thêm chữ Hán và các khuôn phép phương đông nhưng các ông thầy người Pháp đã nhanh chóng cách ly ông. Sau này, khi ông về nước cầm quyền, chính Bảo Đại thú nhận rằng bản thân gần như hoàn toàn không biết gì về lịch sử triều đại đã dẫn đến việc quyền hành bị nước ngoài thâu tóm như thế nào.
Một viên chức cao cấp người Pháp chịu trách nhiệm trông nom dạy dỗ. Ông Charles chính là cựu Khâm sứ Pháp tại Huế, thay mặt nhà nước bảo hộ tại kinh đô An Nam, thời thơ ấu của Nhà vua. Khi Bảo Đại quay về Pháp, vua cha Khải Định đã uỷ thác cho ông Charles trông nom con trai. Hàng ngày, cứ vào buổi trưa, đi học về, Bảo Đại đến nhà của ông Charles ở phố Rue des Bourdonnais và ở đó không được đi đâu cho đến chiều tối.
Ngoài việc theo dõi từng bước việc học tập tại trường mà trong dịp hè còn đưa Bảo Đại đi nghỉ ở Vichy hay tại nhà riêng ở Prades. Có thể nói ông Charles coi Bảo Đại gần như con cháu trong nhà. Thời khoá biểu trong những năm niên thiếu của Bảo Đại đã được quy định chặt chẽ, chính xác, thích hợp với việc dạy làm vua trong tương lai. Ngoài giờ lên lớp buổi sáng, thời gian còn lại là làm những bài tập rất chuyên cần cùng với vài người đồng hương.
Từ niên khóa 1930, Bảo Đại vào học trường Sciences Po. Bảo Đại sống trong một căn nhà dành riêng cho mình tại số 13 phố Lamballe. Theo báo L'Asie Nouvelle (Châu Á mới) kể lại, ngoài thời gian học, Bảo Đại chơi thể thao. Đây là một điều mới mẻ, một cuộc cách mạng với hoàng tộc. Những ảnh chụp thời đó cho thấy Bảo Đại mặc trang phục quần vợt, quần soóc, áo thun trắng, hay trang phục của người chơi golf, trượt tuyết. Lúc nào chàng thanh niên cũng ăn mặc chỉnh tề, trau chuốt, lịch sự, điển trai, hợp với những thú vui Paris hơn là hoạt động chính trường.
Chàng thanh niên thích thú với cách sống như vậy cho đến năm 1932, và chúng đã trở thành thói quen đến mức không dễ dàng thay đổi. Trong lúc bố cáo đã được niêm yết ở cửa Ngọ môn báo tin Hoàng đế hồi loan khiến hàng triệu người dân Việt ngóng trông thì ông vẫn còn do dự vì hình như là ông chưa dứt khoát quyết định rằng sẽ trở về nước.
Bảo Đại là người say mê chơi ô tô, ở tuổi 16 đã sở hữu trong tay nhiều kiểu ôtô. Cậu thanh niên có các xe tốc độ cao để đi vào các đường phố thủ đô hay đi trên đường cao tốc từ Cannes đến Deauville. Bản thân ông là người có năng khiếu, lái xe giỏi và nhanh, thoải mái, bình tĩnh mỗi khi tăng tốc độ, biết sử dụng tính năng của động cơ, không mất thời gian để gây ấn tượng như những tay chơi kiểu cách nhưng đôi khi cũng suýt gây tai nạn khi quành một chỗ rẽ.
Chính phủ Pháp không phải là không biết tính Bảo Đại chẳng ham thích gì trách nhiệm của vị đế vương. Về thái độ không mấy hăng hái trở về, ông Chatel, thư ký của Phủ Toàn quyền viết: "Tôi tự hỏi không biết ông Bảo Đại có luôn luôn tìm cách trì hoãn thêm nữa việc trở về nước không. Nếu tôi tin vào tâm sự của một số người gần gũi với ông ta thì quả là ông ta tỏ ra không sốt sắng lắm, không vội vã trở về để trị vì"
Các hồ sơ lưu trữ của Phủ Toàn quyền Pháp cho biết cùng thời gian đó triều đình Huế cũng sôi sục những mưu toan thủ đoạn thầm lén. Các quan thượng thư trong triều cũng không ngồi yên. Công việc điều hành nhiếp chính trở nên khó khăn. Quan đại thần đứng đầu Viện cơ mật cũng gây không ít khó khăn cho chính quyền bảo hộ.
Tổng thư ký Phủ Toàn quyền Đông Dương là Eugène Chatel ngày càng tỏ ra bực bội trước những do dự của Bảo Đại. Chatel đã viết nhiều báo cáo về Bộ Thuộc địa, biện hộ sự cần thiết cần có nghi thức thật tráng lệ huy hoàng, đòi chi thêm tiền, thêm điều kiện dễ dàng. Tương lai của triều đại phụ thuộc một phần vào các điều kiện vật chất và tinh thần cho việc trở về. Ông viết trong báo cáo mật ngày 2 tháng 12 năm 1931: "Chúng ta nên cố gắng, không tiếc sức..." Các kế hoạch đề đạt đã được thông qua ở cấp cao nhất.
Lúc này, Ban Thuộc địa của Đảng Cộng sản Pháp họp kín tại 120 phố Chateaudun. Tám người có mặt, một người Âu và bảy người Việt. Trong chương trình nghị sự có mục: "Hoàng đế trở về nước và việc ám sát Bảo Đại". Tất cả mọi người có mặt đều tuyên bố ủng hộ việc xử tử Bảo Đại. Sẽ tổ chức bốc thăm, ai trúng sẽ được giao thi hành nhiệm vụ. Một người tên là Phạm Văn Điều được chỉ định thực hiện bản án tử hình Bảo Đại ở Paris. Một người Việt khác tên là Nguyễn Đình Tính tức "Blinov" có trách nhiệm tổ chức một vụ thứ hai, lần này ở Marseille khi Nhà vua bước lên cầu tàu thủy.

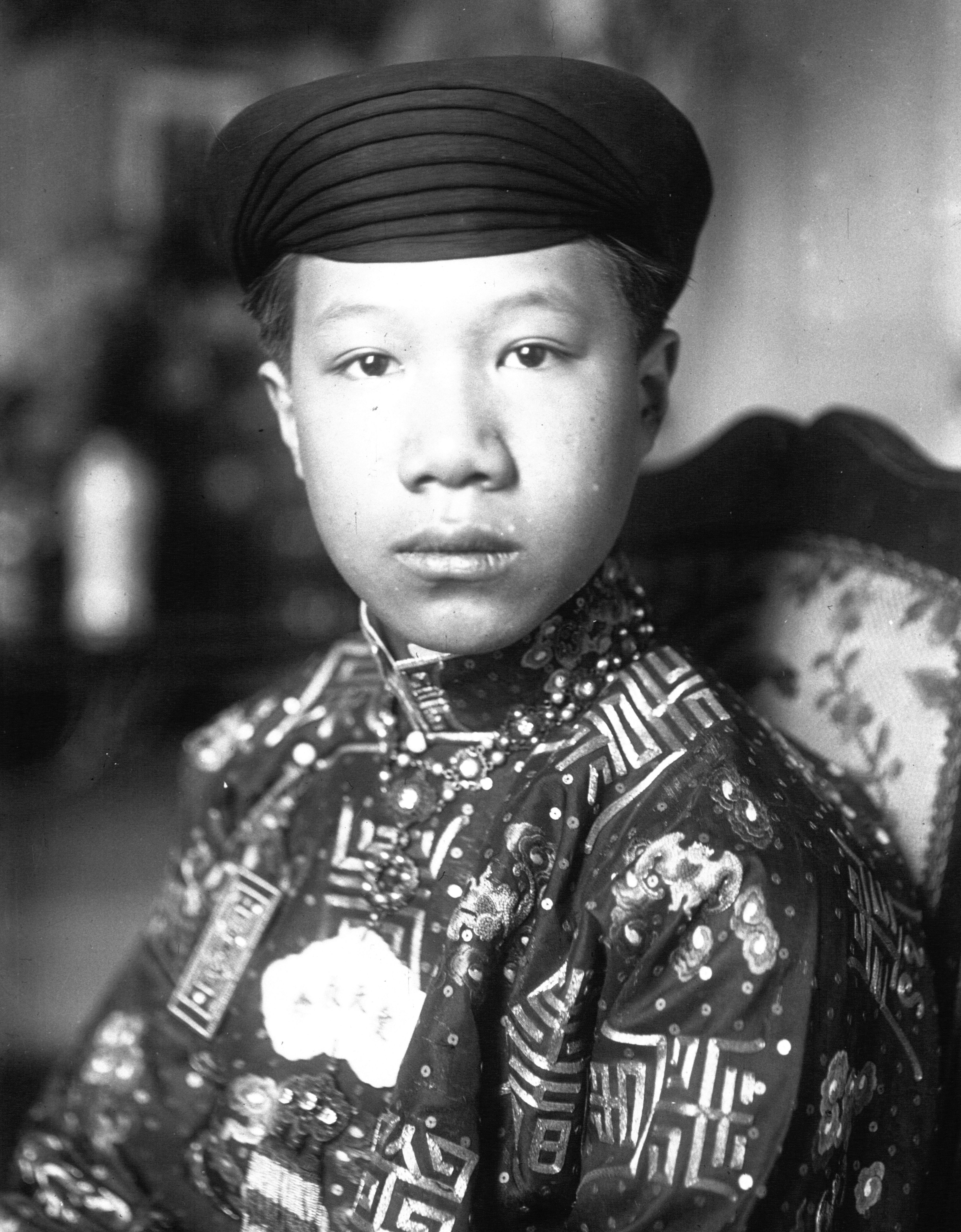
Bảo Đại tại Paris, 1926
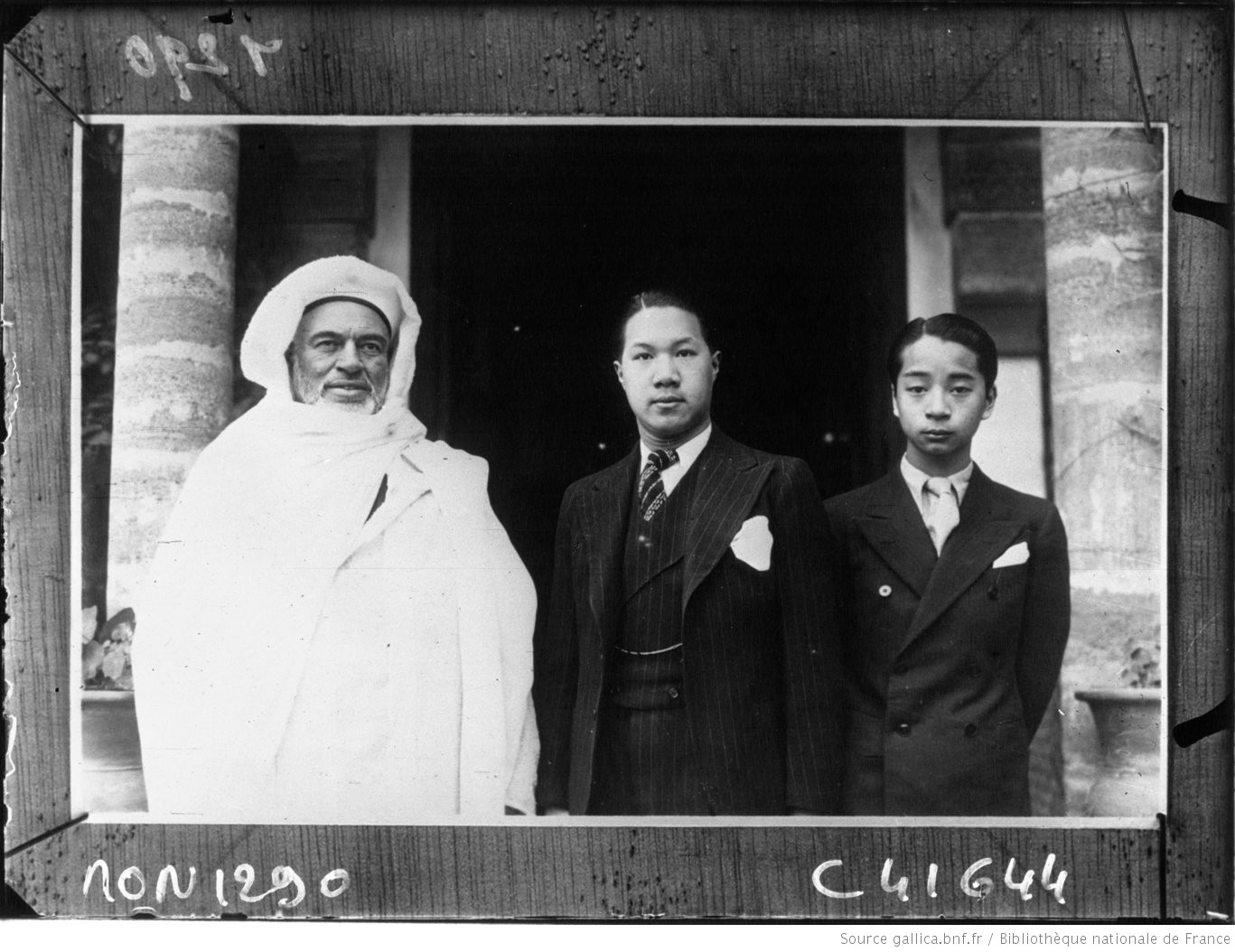
Bảo Đại và người em họ (hoàng thân Vĩnh Cẩn) cùng ông Si Abd Al Rahman Barjach, Tổng trấn Rabat (thủ đô Maroc) trong một chuyến công du tại Maroc
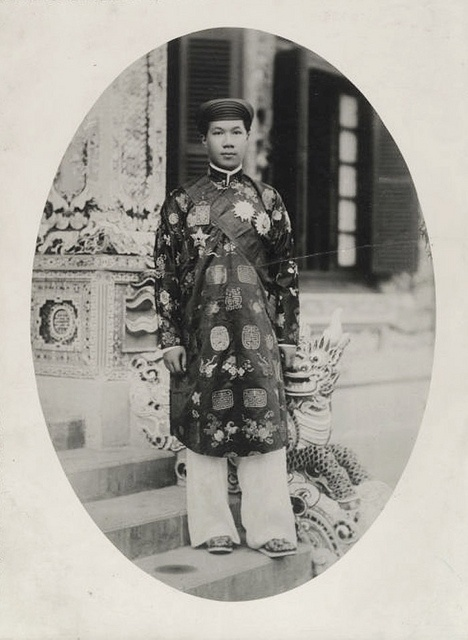
Bảo Đại khi về nước

### Về nước
Tháng 9 năm 1932, Bảo Đại bắt đầu cuộc đại hành trình về nước. Bộ trưởng Thuộc địa khi đó là Albert Sarraut đã đại diện chính phủ đến Marseille để đưa tiễn. Sau đó là những nơi tàu ghé lại đều tổ chức đón tiếp linh đình, trừ ở Penang, Malaysia là nơi Sở mật thám được tin mật báo có vụ mưu sát. Đây là vụ thứ ba được phát hiện. Sau hai lần trước định tổ chức ở Paris và Marseille không thành công, người ta dự định sẽ tổ chức vụ ám sát khủng bố ở bán đảo Mã Lai. Ngày hôm đó, con tàu xuyên đại dương mang tên Président Doumer đã phải âm thầm thả neo ở xa nơi tổ chức lễ đón tiếp. Nhưng hung thủ, người của ban Thuộc địa Đảng Cộng sản Pháp đã không xuất đầu lộ diện. Con tàu khách đi tiếp vào lãnh hải Việt Nam, thả neo ở mũi Saint-Jacques (Vũng Tàu ngày nay) xung quanh có các tàu chiến bảo vệ.
Tại đây Bảo Đại rời tàu khách chuyển sang tàu chiến: Đó là tàu Dumont d'Urville sẽ đưa ông đến Đà Nẵng. Đến đó Vua mới thật sự cập bến để bước chân lên đất liền thuộc lãnh thổ An Nam. Đoàn tàu hộ tống ngoài chiếc Dumont d'Urville còn có thêm hai tàu nữa. Từng loạt đại bác nổ vang khi Vua rời khỏi tàu khách vượt qua vài sải nước để bước lên tàu. Các tàu đỗ trong vịnh đều treo cờ. Đến cảng Đà Nẵng ông lại chuyển sang pháo thuyền ngược sông Hàn cập bến thành phố. Cuối cùng ông bước lên xe lửa đặc biệt đi thêm 100 cây số nữa mới đến Huế. Sau này. Ông viết trong hồi ký: "Sau nhiều năm sống tự do tôi có cảm tưởng từ nay bước vào nơi giam cầm..."

## Sự nghiệp

### Hoàng đế Đại Nam (1925 – 1945)

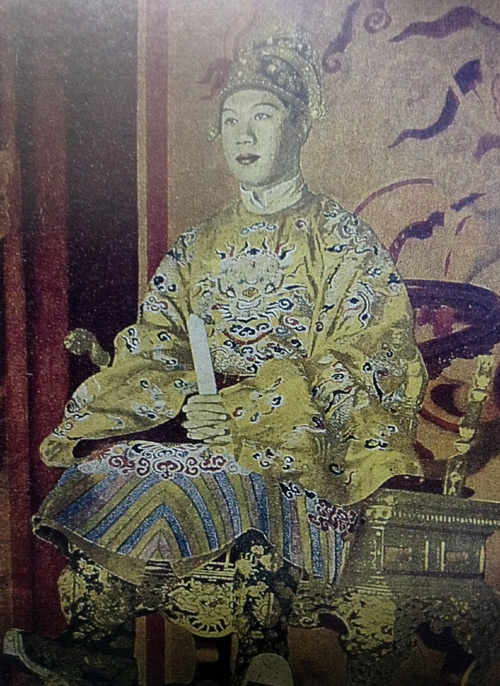
Vua Bảo Đại khi lên ngôi
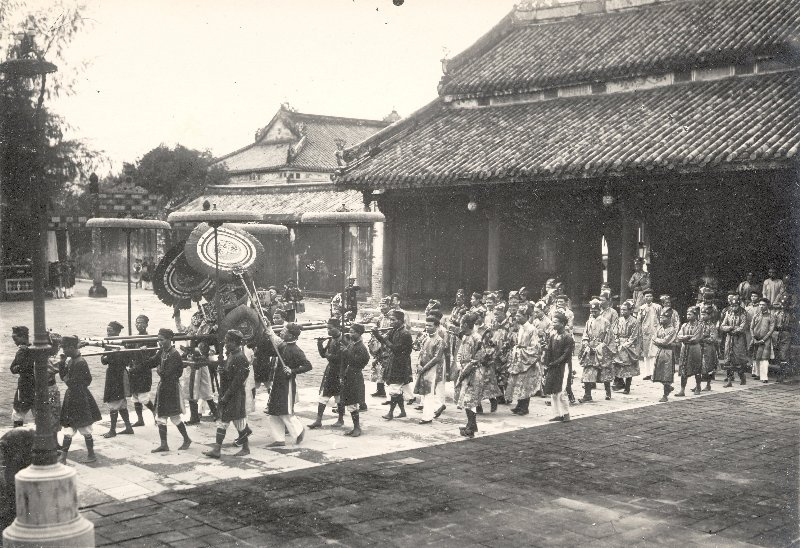
Xa giá vua Bảo Đại ngày đăng quang từ điện Cần Chánh lên điện Thái Hòa.

Ngày 10 tháng 9, Nhà Vua ra quyết định nhằm vào những tập tục lâu đời mang tính hình thức đang cột chặt lối sống và nếp nghĩ của Triều đình. Vị vua hai mươi tuổi chủ toạ buổi chầu truyền thống trong đó các vị quan lại đầu ngành trong bộ máy hành chính nhà nước đến chúc mừng Nhà vua mới trở về sau một thời gian dài vắng mặt.
Trước hết, Vua phát biểu bằng tiếng Pháp. Điều này đã xúc phạm các vị quan trẻ có tinh thần dân tộc lẫn các vị quan lớn tuổi thấm nhuần nền văn hoá Trung Hoa. Bảo Đại đã cải cách công việc trong triều như sắp xếp lại việc nội chính, hành chính. Ông đã cho bỏ một số tập tục mà các vua nhà Nguyễn trước đã bày ra như thần dân không phải quỳ lạy mà có thể ngước nhìn vua khi lễ giá tới, mỗi khi vào chầu các quan Tây không phải chắp tay xá lạy mà chỉ bắt tay vua, các quan ta cũng không phải quỳ lạy.
Trong thời gian vua vắng mặt, các bà nội, bà ngoại của vua, thái hoàng thái hậu – mê mải cờ bạc, đã chi tiêu những khoản tiền quá lớn. 25 nghìn đồng bạc trong quỹ riêng của Nhà vua đã phải trích ra để trả nợ mà vẫn không đủ. Rồi các bà đòi thăng quan tiến chức cho những người được các bà che chở. Đứng đầu chủ nợ lại là một ông lão nguyên là người đứng đầu Hội đồng thượng thư (Nội các).
Bảo Đại muốn xoá bỏ những thói hối lộ trong bộ máy cai trị của triều đình và đổi mới các quy tắc thừa hưởng của người Trung Hoa. Ông tin ở hiệu năng của cuộc cải cách. Ông áp dụng không băn khoăn do dự những biện pháp do ông khâm sứ Chatel đã soạn thảo công phu và còn tự mình bổ sung những điểm mới. Nhà Vua cho giảm bớt các lễ thức chào hỏi cung kính, tôn thờ. Bớt những đồ đạc bài trí chỉ gây tò mò mà vô bổ. Bỏ hẳn thói quen để móng tay dài quá mức, để râu dài ở các cụ cao tuổi, chỉ dám nhìn dưới đất chứ không ngẩng mặt lên nhìn vào người đối thoại. Bỏ cả thói quen chọc tiết khi giết mổ bò.
Ngày 19 tháng 9 năm 1932, Bảo Đại ra đạo dụ số một tuyên cáo chấp chính và khẳng định chế độ quân chủ Đại Nam hoàng triều. Văn bản này hủy bỏ "Quy ước" ngày 16 tháng 11 năm 1925 lập ra sau khi Khải Định mất không lâu. Từ nay Nhà vua sẽ quản lý công việc đất nước, quan tâm đến bước tiến của đế chế. Nhà cầm quyền bảo hộ Pháp hoan nghênh. Trước đây việc cai trị do một hội đồng được người Pháp bổ nhiệm, vì vậy hoàn toàn phụ thuộc vào chính quyền bảo hộ Pháp. Vua không tham dự công việc của hội đồng, không dính líu vào các quyết định và chỉ giới hạn trong vai trò thuần tuý trang trí.
Thực tế, một điều khoản mới quy định Khâm sứ Trung Kỳ do Paris bổ nhiệm có quyền phủ quyết mọi quyết định của Nhà vua ngay cả đối với quyết định ít quan trọng nhất. Vậy là bộ máy lãnh đạo đất nước vẫn y nguyên. Hơn nữa quan chức người Pháp có chân trong nội các – hội đồng thượng thư – có thể đồng ý hay không đồng ý với quyết định của nội các tức là ông ta quyết định mọi việc. Trái lại, những biện pháp cải cách này dần dà sẽ như là một bước lùi so với hiệp ước bảo hộ năm 1884.
Chỉ mấy tháng sau ngày trở về, Bảo Đại đã có chuyến đi thăm các tỉnh trong xứ An Nam, một việc trước đây các Hoàng đế tiền nhiệm chưa bao giờ làm. Nhà vua tuyên bố thẳng không chút quanh co úp mở rằng ông có ý định một mình cầm quyền không cần thủ tướng, qua đó muốn nói lên ý muốn nắm quyền thực sự chứ không chỉ bằng lòng với vai trò danh dự. Một vài biện pháp canh tân, ít quan trọng, mức độ vừa phải đã được Bảo Đại đề ra. Ông cố gắng thay đổi phương hướng hoạt động của nền cai trị cũ, cải tổ giáo dục, thông qua bộ luật hình sự và dân sự mới, đưa đất nước dần dần đi đến một nền quân chủ lập hiến. Đặc biệt ông cải tổ Viện dân biểu Trung Kỳ. Chủ tịch Viện được tham gia các cuộc họp nội các. Sau cùng ông cải tổ chế độ quan trường, gây nên sự chống đối của Ngô Đình Diệm.
Các khoản thuế đều do nhà nước bảo hộ Pháp phân bổ, thu và tự ý sử dụng. Điều này ở Bắc Kỳ đã thi hành từ lâu rồi. Toà Khâm sứ Trung Kỳ sẽ ấn định ngân sách chi tiêu của chính phủ Nam triều và trợ cấp cho triều đình một khoản tiền để trả lương hàng tháng. Tất cả những người Nhà vua đã gặp từ khi về nước, những người phục vụ, những người lính hộ vệ hoàng cung, những nhạc công và vũ nữ Nhã Nhạc Cung Đình đều chỉ sống bằng một khoản lương có chữ ký duyệt của một quan chức bảo hộ. Tất cả đều do người Pháp trả lương.
Nhà vua có một khoản phụ cấp hàng năm tính vào ngân sách của Trung Kỳ mà chính ông cũng không được quyền quyết định phụ cấp ấy là bao nhiêu và hàng tháng phải có chữ ký duyệt của Toà Khâm sứ Pháp mới được lĩnh để chi dùng. Kể cả các khoản chi tiêu cá nhân. Bảo Đại vì tính tự trọng danh dự không bao giờ dám trực tiếp khiếu nại điều gì. Ông chỉ hé lộ qua người khác, những nhu cầu, ý muốn của ông. Kế toán thuộc địa tỉ mỉ đến từng chi tiết. Hồ sơ lưu trữ còn giữ lại dấu tích của các cuộc đấu tranh đó nhiều khi rất khốn khổ. Từ việc đóng sách, làm khung ảnh đến làm một cuốn sưu tập tem thư tại một cửa hiệu nổi tiếng của bà Renoux nào đó ở Hà Nội cũng đều được ghi chép trong sổ sách. Bảo Đại muốn đóng một tập album thật sang ngoài bìa khảm da, bên trong lụa vàng để lưu giữ các huy hiệu của ông. Chi phí hết 250 đồng bạc cũng phải làm tới ba tờ hoá đơn có chữ ký của viên chức nhà nước bảo hộ Pháp cùng trao đổi với giám đốc tài vụ, cuối cùng mới được duyệt chi, tính vào mục 20 khoản 2 của tổng ngân sách ghi rõ mục quà tặng ngoại giao. Việc đi lại giao du với các cận thần trong triều cũng không được tự do thoải mái. Nhà vua trẻ héo hắt dần, tự giam mình trong tư thất, chỉ còn chăm chỉ giao du với ông bà Charles sống trong tư dinh Điện Kiến Trung.
Nhà vua cam kết tôn trọng các thoả ước ngoại giao hiện hành với nước Pháp. Nếu ông ta không tôn trọng các điều khoản đã ký tức là bị "coi như từ bỏ vương quyền". Nói một cách khác nếu Nhà vua không đồng ý với Toàn quyền Pháp, dù là trong phạm vi điều hành việc nước cho đến mua bộ khuy bấm cổ tay áo sơ mi, thì ông có thể sẽ bị người Pháp truất ngôi.
Bảo Đại nhận ra rằng điều thay đổi nhiều nhất là các thói quen của bản thân và gia đình ông. Đó là hậu quả đầu tiên và chủ yếu của nhiều năm học tập ở châu Âu. Ông thiết lập những tục lệ mới. Khi mùa mưa đến, ông tránh không khí ẩm thấp ở Huế, đi Đà Lạt để được hưởng khí hậu mát mẻ dễ chịu ở vùng núi cao. Ông cho xây dựng ở Đà Lạt một biệt điện mới.
Ngày 8 tháng 4 năm 1933, Bảo Đại đã ban hành một đạo dụ cải tổ nội các, quyết định tự mình chấp chính và sắc phong thêm 5 thượng thư mới xuất thân từ giới học giả và hành chính là Phạm Quỳnh, Thái Văn Toản, Hồ Đắc Khải, Ngô Đình Diệm và Bùi Bằng Đoàn nhằm thay thế các thượng thư già yếu hoặc kém năng lực Nguyễn Hữu Bài, Tôn Thất Đàn, Phạm Liệu, Võ Liêm, Vương Tứ Đại.
Ông thành lập Viện Dân biểu để trình bày nguyện vọng lên nhà vua và quan chức bảo hộ Pháp và cho phép Hội đồng tư vấn Bắc Kỳ được thay mặt Nam triều trong việc hợp tác với chính quyền bảo hộ Pháp, tháng 12 năm 1933, Bảo Đại ra Bắc kỳ thăm dân chúng.

### Hoàng đế Đế quốc Việt Nam (1945)

#### Thành lập Đế quốc Việt Nam
Sau khi Nhật đảo chính Pháp tại Đông Dương, bộ máy hành chính của thực dân Pháp tan rã, vì thế việc thành lập chính phủ mới được Nhật đặt ra như một đòi hỏi cấp bách và Đế quốc Việt Nam ra đời trong bối cảnh đó. Theo sự sắp xếp của quân đội Nhật, ngày 11 tháng 3 năm 1945, vua Bảo Đại gặp cố vấn tối cao của Nhật là Đại sứ Yokoyama Masayuki tại điện Kiến Trung để ký bản "Tuyên cáo Việt Nam độc lập"  (bản tuyên cáo này do Nhật Bản soạn sẵn và họ đã gây sức ép để các quan đại thần nhà Nguyễn phải ký vào đêm hôm trước). Tuyên cáo do Bảo Đại ký có nội dung chính là tuyên bố hủy bỏ Hòa ước Patenôtre ký với Pháp năm 1884, thống nhất Bắc Kỳ, Trung Kỳ và Nam Kỳ, bãi bỏ các hiệp ước bảo hộ và bất bình đẳng với Pháp trước đây. Tuy nhiên, đoạn sau của Tuyên cáo được Nhật cài thêm khẩu hiệu về Khối Thịnh vượng chung Đại Đông Á, có quan điểm cho rằng theo đó quân Nhật có quyền trưng dụng tài sản trên toàn Việt Nam:

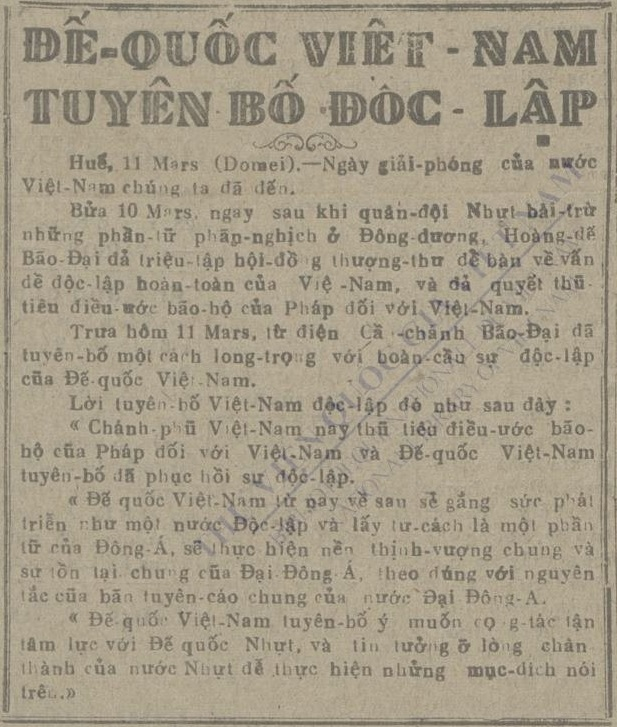
Đế-quốc Việt-Nam tuyên-bố độc-lập 1945

| “ | Chính phủ Việt Nam nay thủ tiêu điều ước bảo hộ của Pháp đối với Việt Nam và Đế quốc Việt Nam tuyên bố đã phục hồi sự độc lập. Đế quốc Việt Nam từ nay về sau sẽ gắng sức phát triển như một nước Độc lập và lấy tư cách là một phần tử của Đông Á, sẽ thực hiện nền thịnh vượng chung và sự tồn tại chung của Đại Đông Á, theo đúng với nguyên tắc của bản tuyên cáo chung của nước Đại Đông Á. Đế quốc Việt Nam tuyên bố ý muốn cộng tác tận tâm lực với Đế quốc Nhật, và tin tưởng ở lòng chân thành của nước Nhật để thực hiện những mục đích nói trên. | ” |

Ngày 7 tháng 4 năm 1945, Bảo Đại đã ký đạo dụ số 5 chuẩn y thành phần nội các Trần Trọng Kim. Ngày 12 tháng 5 ông giải thể Viện Dân biểu Trung Kỳ. Tháng 6 năm 1945, chính phủ Trần Trọng Kim đặt quốc hiệu là Đế quốc Việt Nam, lấy cờ quẻ Ly làm quốc kỳ.
Ngày 16 tháng 8 năm 1945, khi Đế quốc Nhật Bản đầu hàng khối Đồng minh, Trần Trọng Kim tuyên bố bảo vệ nội các Đế quốc Việt Nam, và ngày 18 tháng 8 tạo ra một Ủy ban Giải phóng Dân tộc. Theo lời khuyên của ông Bộ trưởng Bộ Ngoại giao, Bảo Đại gửi thông điệp cho các nước Đồng Minh (Tổng thống Truman, Thủ tướng Churchill, Thống chế Tưởng Giới Thạch, Tướng de Gaulle) đề nghị công nhận Đế quốc Việt Nam. Ngày 18 tháng 8, Bảo Đại gửi một thông điệp đến De Gaulle đề nghị công nhận Đế quốc Việt Nam. Tuy nhiên De Gaulle không quan tâm đến đề nghị của Bảo Đại, bởi ông ta đã thỏa hiệp với Nhật Bản, kẻ thù của Pháp. De Gaulle dự kiến sẽ hậu thuẫn cho một chế độ quân chủ mà người đứng đầu không phải là Bảo Đại, mà là Vĩnh San (vua Duy Tân), được xem như là một người "Gaullist" (người ủng hộ nhiệt tình De Gaulle). Tất cả mọi bức thư mà Bảo Đại gửi cho những nước khác (Mỹ, Trung Quốc, Anh...) cũng đều không được hồi âm, vì theo Tuyên bố Cairo, các nước Đồng Minh sẽ không công nhận bất cứ chính phủ nào do Đế quốc Nhật Bản thành lập ở các vùng chiếm đóng, mà Đế quốc Việt Nam là một trong số đó.
Đến 24 tháng 8, khi Cách mạng Tháng Tám đã nổ ra khắp cả nước, được sự vận động của ông Phạm Khắc Hòe, Bảo Đại đã trả lời Hội đồng Cơ mật rằng ông quyết định thoái vị "để không phải là một trở ngại cho sự giải phóng của đất nước".

#### Thoái vị
Từ tháng 3 năm 1945, Việt Nam rơi vào một tình trạng hỗn loạn do khoảng trống về quyền lực chính trị quá lớn. Người Nhật đang lo chống đỡ các đòn tấn công của quân đội đồng minh Anh-Mỹ. Cả chính phủ của Trần Trọng Kim lẫn triều đình của Bảo Đại đều không đủ lực lượng quân sự và uy tín chính trị để kiểm soát tình hình. Theo Peter A. Pull, chỉ có Việt Minh là lực lượng có tổ chức duy nhất có khả năng nắm được quyền chính trị. Chiến tranh đã làm kiệt quệ nền kinh tế, nước Nhật cạn kiệt nguyên liệu nên quân Nhật chiếm lấy lúa gạo và các sản phẩm khác, bắt dân Việt phá lúa trồng đay để phục vụ chiến tranh, cộng thêm thiên tai, nạn đói (Nạn đói Ất Dậu) đã xảy ra tại Bắc kỳ và Trung kỳ. Người ta ước tính rằng đã có khoảng hai triệu người chết vì nạn đói này.
Ngày 17/8, quần chúng Hà Nội hạ cờ quẻ Ly xuống, treo cờ đỏ sao vàng lên, biến cuộc mít tinh của Tổng hội Công chức Đông Dương ủng hộ vua Bảo Đại thành cuộc tuần hành ủng hộ Việt Minh. Hai ngày sau, quần chúng Hà Nội chiếm dinh Khâm sai Bắc bộ, thành lập chính quyền cách mạng. Cuộc tổng khởi nghĩa do Việt Minh lãnh đạo nhanh chóng lan ra khắp các tỉnh, thành trong cả nước.
Năm 1945, Cách mạng tháng Tám thành công. Tại các địa phương trên cả nước, Việt Minh buộc chính quyền Đế quốc Việt Nam giao quyền lực cho họ. Trước tình thế đó, theo lời khuyên của quan đại thần Phạm Khắc Hòe, Bảo Đại quyết định thoái vị. Bảo Đại không rõ phải liên lạc với ai ở Hà Nội, nên gửi một điện tín tới "Ủy ban nhân dân Cứu quốc" ở Hà Nội: "Đáp ứng lời kêu gọi của Ủy ban, tôi sẵn sàng thoái vị. Trước giờ quyết định này của lịch sử quốc gia, đoàn kết là sống, chia rẽ là chết. Tôi sẵn sàng hy sinh tất cả mọi quyền lợi, để cho sự đoàn kết được thành tựu, và yêu cầu đại diện của Ủy ban sớm tới Huế, để nhận bàn giao".
Ngày 22 tháng 8, được tin Việt Minh đã chiếm chính quyền ở Hà Nội và nhiều nơi khác trong nước, nhà vua vẫn hy vọng có thể giữ được ngôi báu bằng cách giao cho Việt Minh thành lập nội các mới. Ông ban chiếu mời thủ lĩnh Việt Minh vào Huế lập nội các.
Sáng ngày 23 tháng 8, hai phái viên của Việt Minh là Trần Huy Liệu và Cù Huy Cận đến cung điện Huế. Theo lời yêu cầu của hai người này, chiều ngày 30 tháng 8 năm 1945, Bảo Đại đã đọc Tuyên ngôn Thoái vị trước hàng ngàn người tụ họp trước cửa Ngọ Môn và sau đó trao ấn tín và bảo kiếm, quốc bảo của hoàng triều cho Trần Huy Liệu. Ông trở thành công dân Vĩnh Thụy. Trong bản Tuyên ngôn Thoái vị, ông tuyên bố thoái vị với lý do "Chiếu đà tiến dân chủ đang đẩy mạnh ở miền Bắc nước ta, Trẫm e ngại rằng một sự tranh chấp giữa miền Bắc với miền Nam khó tránh được, nếu Trẫm đợi sau cuộc trưng cầu dân ý, để quyết định thoái vị. Trẫm hiểu rằng, nếu có cuộc tranh chấp đó, đưa cả nước vào hỗn loạn đau thương, lại thuận lợi cho người ngoài lợi dụng". Ông mong chính phủ mới đối xử ôn hoà với các đảng phái đối lập để họ có thể góp sức kiến thiết quốc gia và để chứng tỏ chính thể mới xây đắp trên sự đoàn kết quốc dân. Ông có câu nói "Trẫm muốn được làm dân một nước tự do, hơn làm Vua một nước nô lệ".
Lễ thoái vị vừa kết thúc, Hoàng đế và Hoàng hậu họp tất cả những gia nhân, hầu cận, thị vệ thị nữ để họ thu dọn đồ đạc, giao lại hoàng cung cùng tài sản công của Triều đình cho chính quyền cách mạng, đại bộ phận cho về gia đình quê hương bản quán. Ông chỉ giữ lại những đồ dùng cá nhân, quà biếu có thể mang theo. Vua đã thoái vị, triều đình đã không còn, nền quân chủ đã sụp đổ.
Chiều ngày 31 tháng 8, bà hoàng thái hậu Từ Cung cùng mẹ con bà Nam Phương và gia nhân đã dọn hết đồ đạc tài sản riêng về An Cựu ở trong cung An Định trước đây là nơi nghỉ hè của hoàng gia. Trong lúc Bảo Đại còn đang hoàn thành việc bàn giao thì ông Tôn Quang Phiệt, chủ tịch Ủy ban nhân dân tỉnh Thừa Thiên Huế chuyển đến cho cựu hoàng một bức điện khẩn:
"Chính phủ lâm thời mời công dân Vĩnh Thuỵ ra Hà Nội làm cố vấn tối cao cho chính phủ. Nếu nhận lời, sẽ có những chỉ dẫn cần thiết để ông cố vấn có thể ra Hà Nội sớm nhất. 
Ký tên: Hồ Chí Minh".
Ông đọc đi đọc lại bức điện, mặt tái đi, nghĩ đây có phải là một cuộc đi đày trá hình chăng. Một lần nữa Vĩnh Thuỵ lại nhún vai, đưa bàn tay trái lên ngang cổ, lẩm bẩm nói một câu tiếng Pháp: "Đã đến cổ rồi có lên thêm một chút nữa cũng chẳng can chi".
Ngày 2 tháng 9, năm giờ sáng, hai ngày sau lễ thoái vị, công dân Vĩnh Thuỵ rời Huế ra Hà Nội, với chức vụ cố vấn của chính phủ và chủ tịch Hồ Chí Minh đang chờ ông. Đoàn gồm hai xe ôtô. Xe thứ nhất chở Vĩnh Thuỵ được Bộ trưởng Lao động Lê Văn Hiến tháp tùng. Xe kia chở hoàng thân Vĩnh Cẩn. Phái đoàn Trần Huy Liệu sau khi nhận ấn, kiếm đã lên đường ra Hà Nội từ hôm trước. Nhà nước mới chưa có xe, đoàn dùng hai chiếc xe riêng của cựu hoàng. Hành trình sáu trăm cây số từ Huế ra Hà Nội đã được thực hiện trên hai chiếc xe tiện nghi nhất lúc đó là các xe Mercury và Packard.
Trên đường ra Bắc, phái đoàn được dân chúng nhiều nơi nghênh đón không phải chỉ nhằm Bộ trưởng Lê Văn Hiến, cựu chính trị Phạm Kontum mà cả cựu hoàng Bảo Đại từ nay được gọi là Cố vấn tối cao Vĩnh Thuỵ. Ông vốn là người ít nói, nhất là lần đầu tiên tiếp xúc với quảng đại quần chúng mạnh dạn hồ hởi chứ không phải quan lại, chức dịch chỉ sụp lạy không dám ngẩng đầu nhìn thẳng vào mặt vua. Bộ trưởng Văn Hiến kể lại:
"Có lẽ tính ông Vĩnh Thuỵ hơi nhút nhát... Ông ta chẳng biết gì về cách mạng, ông hỏi tôi Hồ Chí Minh là ai. Tôi cho ông biết đó chính là Nguyễn Ái Quốc, ông có vẻ hài lòng. Hôm đầu tiên khi ông được biết Hồ Chí Minh và Nguyễn Ái Quốc là một. Ông nhớ lại câu sấm truyền Nam Đàn sinh thánh", ông đã thốt ra: "Thế thì thoái vị cũng đáng".

### Tham gia Chính phủ Việt Nam Dân chủ Cộng hòa
Sau khi thoái vị, Bảo Đại được chính phủ Việt Nam Dân chủ Cộng hòa khoản đãi rất tốt, chu cấp về tài chính. Ngày 4 tháng 9 năm 1945 Vĩnh Thụy tới Hà Nội. Ngày 5 tháng 9, Chủ tịch Hồ Chí Minh, Chủ tịch Chính phủ Lâm thời, nghênh tiếp Cựu hoàng Bảo Đại tại Bắc Bộ Phủ từ 8h đến 9h. Và ngày 10 tháng 9, Chủ tịch Hồ Chí Minh ký sắc lệnh số 23/SL cử Vĩnh Thụy làm "Cố vấn tối cao Chính phủ Cách mạng Lâm thời Việt Nam". Ông là một trong 7 thành viên của Ủy ban Dự thảo Hiến pháp do Hồ Chí Minh đứng đầu.
Ngày 6 tháng 1 năm 1946, Vĩnh Thụy được bầu làm Đại biểu Quốc hội khóa đầu tiên của nước Việt Nam Dân chủ Cộng hòa.

### Sống ở Trung Quốc
Ngày 7 tháng 3, ký Hiệp định sơ bộ Việt - Pháp được một ngày, ông luôn luôn ở bên cạnh chủ tịch Hồ Chí Minh tiếp chính thức đại biểu Pháp Sainteny và đến thăm đáp lễ ông ta. Ngày 8 tháng 3 năm 1946, Hội đồng chính phủ họp quyết định cử một phái bộ thân thiện đi Trùng Khánh đồng thời cũng cử một phái đoàn thân thiện đi Pháp.
Ngày 11 tháng 3, hội đồng chính phủ lại quyết định cố vấn Vĩnh Thuỵ dẫn đầu phái đoàn đi Trùng Khánh. Trong đoàn còn có Nghiêm Kế Tổ, người của Việt Nam Quốc dân đảng; Thứ trưởng Ngoại giao Nguyễn Công Truyền, đại biểu Việt Minh, Uỷ viên Tuyên truyền thuộc Ủy ban Nhân dân Bắc Bộ; Hà Phú Hương, đại biểu Đảng Dân chủ Việt Nam (trong Việt Minh), Uỷ viên Tuyên truyền thuộc Uỷ ban nhân dân Trung Bộ. Phái bộ sẽ để một đại diện ở lại Trung Hoa làm đại diện thường trú cho phái bộ. Hội đồng chính phủ còn xác định nhiệm vụ của phái bộ là tỏ rõ cho chính phủ Trung Hoa là các đảng phái đã đoàn kết rồi, hỏi Trung Hoa có thể giúp ta những gì, yêu cầu ta những gì, tỏ cảm tình với Trung Hoa, trao đổi ý kiến chứ không cam kết gì. Phái bộ còn được phép để lại Trung Hoa một đại diện cho phái bộ.
Ngày 16 tháng 3 năm 1946, Vĩnh Thụy được cử tham gia phái đoàn Việt Nam Dân chủ Cộng hòa sang Trùng Khánh thăm viếng Trung Hoa.
Nhưng sau đó ông không trở về nước, mà tách khỏi đoàn để tới Côn Minh rồi Hương Cảng (Hồng Kông). Cố vấn Vĩnh Thuỵ nhận lời đi Trùng Khánh nhưng với tư cách cựu hoàng đi du lịch chứ không lãnh đạo phái đoàn. Vì vậy Nghiêm Kế Tổ là người của Việt Nam Quốc dân đảng làm trưởng đoàn. Đúng ngày lên đường, 16 tháng 3 năm 1946, Vĩnh Thuỵ nói với ông Phạm Khắc Hòe cựu tổng lý văn phòng của ông: "Sau khi tôi lên đường đi Trung Hoa, ông có thể vui lòng đi Huế một lần nữa mời bà Nam Phương đưa các con ra Hà Nội không. Cụ Hồ cũng đã đồng ý với đề nghị này".
Sau này chính ông Phạm Khắc Hòe còn được Hồ Chủ tịch cử đi Hông Kông để vận động Bảo Đại trở về nhưng sắp đi thì được tin Bảo Đại đã nhận lời về với Pháp nên ông Hòe không đi nữa. Chính phủ kháng chiến Hồ Chí Minh còn phái một nhân viên cao cấp trong chính phủ tên là Hồ Đức Linh mang vàng và ngoại tệ sang cho Bảo Đại và thuyết phục ông về nước nhưng không thành công.
Tại Hồng Kông, Bảo Đại đã tiếp xúc với nhiều giới chính trị, trong đó có người Mỹ. Đại tướng George Marshall, đại diện Hoa Kỳ, đã đem bản giao ước với Bảo Đại về trình Tổng thống Harry S. Truman. Ông cũng thường lui tới các sòng bạc và sàn nhảy tại Hồng Kông với cái tên "Wang Kunney tiên sinh". Ông đã nhiều lần khiến các sòng bạc phải kinh ngạc vì những khoản tiền cược rất lớn trong các ván bạc.
Dù biết việc này nhưng Hồ Chí Minh vẫn tin tưởng ông, cho rằng ông có lý do riêng nên không về nước. Đầu tháng 12/1946, chính phủ còn cử bác sĩ Phạm Ngọc Thạch đem tiền và vàng qua Hồng Kông cho Cố vấn Vĩnh Thụy chi tiêu. Đến trước tháng 8/1947, trả lời phỏng vấn của báo chí, Hồ Chí Minh không ngần ngại đáp rằng: "Chúng tôi xa mặt chứ không cách lòng. Chính phủ và nhân dân Việt Nam hoàn toàn tin tưởng vào sự trung thành của Cố vấn Vĩnh Thụy hiện đang ở nước ngoài nhưng vẫn tiếp tục làm việc cho chính phủ quốc gia mà Cố vấn vẫn là thành viên".
Theo cơ quan tình báo Pháp thì chính Bảo Đại đã yêu cầu họ giúp đỡ sau khi đã tiêu pha sạch tiền bạc ở Hồng Kông. Thấy Bảo Đại chịu nhận tiền, các phái viên Pháp tiếp tục hỗ trợ tài chính cho ông, cứ mỗi tháng Pháp lại cấp cho Bảo Đại 5.000 đôla Hongkong. Bảo Đại trở lại cuộc sống xa hoa giàu có. Ông mua một tòa nhà rất đẹp theo phong cách kiến trúc Anh, gần bờ biển Stanley Beach, thường hay tiếp khách ở Causeway Bay, cho họ nghỉ tại Hongkong Hotel hoặc ở Paramount hay Saint-Francis. Về sau, khi bán tài sản riêng ở Hongkong, ông được một khoản tiền lên đến một triệu đồng Đông Dương. Nhân viên tình báo Cousseau, người phụ trách cấp tiền, nói với nhà báo Lucien Bodard: "Tôi tin sắp thành công đến nơi vì Bảo Đại rất cần tiền. Đó là một ông vua tầm thường, bị phế truất, không có tiền tiêu, không có hoài bão gì. Ông ta đang trong cảnh gần như khốn cùng. Thực tế đó là một công việc không dễ dàng chút nào. Tôi đã đem đến hàng triệu bạc, mà vẫn không đủ [...]. Trở lại với cuộc sống ăn chơi xả láng, Bảo Đại càng bị lôi cuốn..." 
Ít lâu sau, Bảo Đại bèn viết thư về nước xin từ chức "Cố vấn tối cao" trong chính phủ Việt Nam Dân chủ Cộng hòa. Nhà nghiên cứu Nguyễn Đắc Xuân nhận xét "Bác Hồ rất tin tưởng cố vấn Vĩnh Thụy, nhưng cố vấn Vĩnh Thụy vốn rất nhu nhược, không vượt qua được sự túng thiếu về tài chính và các cạm bẫy của mật thám Pháp và các thành phần thân Pháp nên ông đã bị đẩy vào cái thế phải trở lại làm bù nhìn cho thực dân Pháp, phản bội lại chính nghĩa của quốc gia, chống lại kháng chiến giải phóng dân tộc, đối đầu với Chủ tịch Hồ Chí Minh và Chính phủ đã cưu mang và tin tưởng ông".

### Quốc trưởng Quốc gia Việt Nam

#### Đàm phán với chính phủ Pháp
Đầu năm 1947, D'Argenlieu bị triệu tập về nước do bị người Việt Nam và các đảng phái cánh tả Pháp căm ghét. Trước áp lực của các đảng phái cánh tả Pháp như Đảng Cộng sản Pháp và Đảng Xã hội Pháp, Thủ tướng Ramadier - một đại biểu Xã hội chủ nghĩa, thông báo rằng chính phủ của ông ủng hộ nền độc lập và thống nhất cho Việt Nam: "Độc lập trong Liên hiệp Pháp [và] liên minh của ba nước An Nam, nếu người dân An Nam mong muốn nó" và Pháp sẵn sàng đàm phán hòa giải với "những đại diện chân chính" của Việt Nam.
Để hậu thuẫn cho Bảo Đại đàm phán với Pháp về nền độc lập của Việt Nam, các lực lượng chính trị bao gồm Cao Đài, Hoà Hảo, Việt Nam Cách mệnh Đồng minh Hội, Đại Việt Quốc dân đảng và Việt Nam Quốc dân Đảng liên kết thành lập Mặt trận Thống nhất Quốc gia Liên hiệp. Ngay sau đó, Mặt trận Thống nhất Quốc gia Liên hiệp quyết định sẽ ủng hộ Bảo Đại đàm phán với Pháp về nền độc lập của Việt Nam. Tháng 5/1947, Mặt trận Thống nhất Quốc gia Liên hiệp cử phái đoàn đến Hồng Kông gặp Bảo Đại để thuyết phục ông này thành lập một Chính phủ Trung ương và đàm phán với Pháp về nền độc lập của Việt Nam. Bảo Đại được Mặt trận Thống nhất Quốc gia Liên hiệp bao gồm các lực lượng chính trị Cao Đài, Hòa Hảo, Việt Nam Cách mệnh Đồng minh Hội, Đại Việt Quốc dân đảng và Việt Nam Quốc dân Đảng hậu thuẫn.
Nam tước Didelot, anh rể của Nam Phương hoàng hậu đã ở lại Đà Lạt, trong một bức thư viết cho con gái - lá thư bị Sở kiểm duyệt giữ lại - ông nói về Bảo Đại:
"Cha tin vào ông chú của con (chỉ Bảo Đại), ông ta không phải là một vĩ nhân cũng không phải là một thằng ngốc nhưng nếu được biết rõ tình hình, ông ta sẽ có thể nhận định đúng đắn. Ông ta hay bị một số người có đầu óc vụ lợi phỉnh phờ và chịu ảnh hưởng của họ. Trước đây một số người ủng hộ ông thoái vị và hợp tác với Hồ Chí Minh cũng là để cứu vãn vị thế của họ. Bây giờ ở Hà Nội (... Việt Minh đã rút đi, Pháp đã trở lại) có những biểu ngữ, truyền đơn dán trên tường yêu cầu Bảo Đại trở về nước nắm quyền bính...".
Năm 1947, cựu trùm mật thám Pháp ở Đông Dương là Cousseau đã tiếp xúc với Bảo Đại tại Hồng Kông, ngỏ ý mời ông về nước nắm quyền, hình thành nên "giải pháp Bảo Đại". Có ý kiến cho rằng việc này nhằm chống lại cuộc chiến giành độc lập của phong trào Việt Minh, cũng có ý kiến cho rằng giải pháp Bảo Đại được Pháp đưa ra nhằm đối phó với xu hướng quốc tế trao trả độc lập cho các thuộc địa đồng thời nhằm chống lại sự mở rộng ảnh hưởng của chủ nghĩa cộng sản tại Đông Dương. Còn bản thân Bảo Đại sau này nhận xét rằng "Cái được gọi là giải pháp Bảo Đại hóa ra là giải pháp của người Pháp".
Theo thuyết Domino, trong thời kỳ này Mỹ hỗ trợ những quốc gia đồng minh tại Đông Nam Á vì không hài lòng với điều mà họ cho là "lực lượng cộng sản muốn thống trị châu Á dưới chiêu bài dân tộc". Bằng viện trợ, Mỹ ép Pháp phải nhượng bộ chủ nghĩa dân tộc tại Việt Nam. Chính sách của Mỹ là hỗ trợ người Pháp chiến thắng trong cuộc chiến chống Việt Nam Dân chủ Cộng hòa, sau đó sẽ ép người Pháp rút lui khỏi Đông Dương. Đáp lại, phía Pháp nhận định là Mỹ quá "ngây thơ", và một người Pháp đã nói thẳng là "những người Mỹ ưa lo chuyện người khác, ngây thơ vô phương cứu chữa, tin tưởng rằng khi quân đội Pháp rút lui, mọi người sẽ thấy nền độc lập của người Việt xuất hiện".
Ngày 7/12/1947, tại cuộc họp trên tàu chiến Pháp ở Vịnh Hạ Long, Bảo Đại và Pháp đàm phán rồi ký kết Hiệp ước Sơ bộ Vịnh Hạ Long. Hiệp ước thể hiện sự đồng thuận của hai bên về việc thành lập Quốc gia Việt Nam trên cơ sở nguyên tắc độc lập và thống nhất của Việt Nam trong Liên hiệp Pháp, mặc dù nghĩa chính xác của từ "độc lập" và các quyền hạn cụ thể của chính phủ mới vẫn chưa được xác định. Chính phủ hoạt động dưới một hiến chương lâm thời, chọn cờ vàng ba sọc đỏ làm quốc kỳ và bản "Thanh niên Hành Khúc" với lời nhạc mới làm quốc ca. Quốc gia Việt Nam sẽ có một quân đội riêng tuy nhiên phải "sẵn sàng bảo vệ bất cứ phần nào của Liên hiệp Pháp". Sự độc lập chính trị của nhà nước Quốc gia Việt Nam được quy định trong Hiệp ước Sơ bộ Vịnh Hạ Long quá nhỏ nên hiệp ước này bị Ngô Đình Diệm và cả những chính trị gia trong Mặt trận Thống nhất Quốc gia Liên hiệp chỉ trích.
Do bị các chính trị gia trong Mặt trận Thống nhất Quốc gia Liên hiệp chỉ trích, Bảo Đại chấm dứt đàm phán với Pháp và đi du lịch châu Âu trong 4 tháng. Người Pháp cử các nhà ngoại giao theo Bảo Đại để thuyết phục ông tiếp tục đàm phán và thành lập Chính phủ. Trong cuốn "Bảo Đại - hay những ngày cuối cùng của vương quốc An Nam", Daniel Grandclément nhận xét:
Có lẽ ông [Bảo Đại] cũng biết ông chẳng có hậu thuẫn gì đáng kể ở trong nước, càng không đủ sức chống lại kháng chiến do Hồ Chí Minh lãnh đạo, nhưng đã ngập sâu trong cuộc sống phù phiếm hưởng lạc, ông không thể lùi lại được nữa. Phải ký kết. Tháng 1-1948, ông đi gặp Cao ủy Pháp ở Genève...
Tháng 1/1948, Cao ủy Pháp tại Đông Dương E. Bollaert tìm gặp Bảo Đại ở Genève, Thụy Sĩ để thuyết phục ông quay về Việt Nam tiếp tục đàm phán và thành lập Chính phủ. Bảo Đại tuyên bố nếu Hiệp ước Vịnh Hạ Long không được bổ sung ông sẽ không quay về Việt Nam. Sau đó ông đi Cannes, Paris rồi quay về Hồng Kông.

#### Thành lập Quốc gia Việt Nam
Ngày 24 tháng 4 năm 1948, Thiếu tướng Nguyễn Văn Xuân và Trần Văn Hữu cũng bay tới Hồng Kông để gặp Bảo Đại xin thành lập Chính phủ Lâm thời cho Việt Nam, ngày 15 tháng 5, Bảo Đại gửi thông điệp cho tướng Xuân, tán thành sự thành lập Chính phủ Trung ương Lâm thời Việt Nam do tướng Xuân điều khiển "để giải quyết vấn đề Việt Nam đối với Pháp và dư luận Quốc tế".
Ngày 5 tháng 6 năm 1948, Bảo Đại đã gặp gỡ Cao ủy Pháp Bollaert ở vịnh Hạ Long, trên chiến hạm Duguay Trouin, để đàm phán về việc thành lập chính phủ Quốc gia Việt Nam. Kết quả của cuộc gặp này là Thông cáo chung Vịnh Hạ Long theo đó Pháp công nhận Quốc gia Việt Nam, và Việt Nam gia nhập Liên hiệp Pháp. Tháng 1 năm 1949, Bản tuyên ngôn Việt - Pháp được công bố, theo đó nước Pháp công nhận chính phủ Quốc gia Việt Nam trong khuôn khổ của khối Liên hiệp Pháp.
Việt Minh chỉ trích Bảo Đại là xấu xa, tội lỗi vì đã lấy lại từ người Pháp chữ "độc lập" thần kỳ mà Hồ Chí Minh đã cố gắng giành giật ở Fontainebleu không được. Những người Pháp có tư tưởng thực dân phản đối điều mà họ cho là sự đầu hàng của Bollaert, đồng thời yêu cầu cắt Nam Kỳ ra khỏi phần còn lại của Việt Nam, đòi đưa Việt Nam quay trở lại chế độ Bảo hộ. Các chính trị gia ở Paris ra sức trấn an những người Pháp ủng hộ chủ nghĩa thực dân và đảm bảo với họ rằng sẽ không có gì thay đổi - cuộc chiến tranh của Pháp ở thuộc địa Đông Dương sẽ không chấm dứt. Các lãnh tụ Cộng hòa Bình dân và nhiều người thân cận với Cộng hòa Bình dân lại cho rằng kéo dài chiến tranh sẽ hết sức có lợi và đã đi đến quyết định không để cho cuộc chiến tranh kết thúc sớm.
Sau đó Bảo Đại rút lui khỏi các hoạt động chính trị và đi châu Âu một lần nữa. Ngày 25/8/1948, từ Saint Germain, Bảo Đại báo cho E. Bollaert biết ông sẽ không quay về Việt Nam nếu Pháp không hủy bỏ chế độ thuộc địa tại Nam Kỳ và trao trả Nam Kỳ lại cho Việt Nam cũng như nếu ông không nhận được sự đảm bảo của Pháp cho Việt Nam độc lập.
Ngày 8 tháng 3 năm 1949, Tổng thống Pháp Vincent Auriol và Cựu hoàng Bảo Đại đã ký Hiệp định Élysée, thành lập một chính quyền Việt Nam trong khối Liên hiệp Pháp, gọi là Quốc gia Việt Nam, đứng đầu là Bảo Đại. Bảo Đại yêu cầu Pháp trao Nam Kỳ cho Quốc gia Việt Nam và Pháp đã chấp nhận yêu cầu này.
Ngày 24 tháng 4 năm 1949, Bảo Đại về nước. Hai tháng sau, vào ngày 14 tháng 6, Bảo Đại tuyên bố tạm cầm quyền cho đến khi tổ chức được tổng tuyển cử và tạm giữ danh hiệu Hoàng đế để có một địa vị quốc tế hợp pháp. Ngày 20 tháng 6 năm 1949, Thủ tướng Nguyễn Văn Xuân đệ đơn từ chức, Chính phủ Lâm thời Nam phần tuyên bố giải tán. Ngày 21 tháng 6, thỏa ước Elyseé được công bố.
Cuối tháng 6 năm 1949, Việt Nam chính thức thống nhất dưới sự quản lý của Quốc gia Việt Nam. Pháp chuyển giao những chức năng hành chính cho Quốc gia Việt Nam một cách chậm chạp, hai chức năng quan trọng nhất là tài chính và quân đội thì vẫn phụ thuộc vào Pháp.

#### Trở thành Quốc trưởng
Ngày 1 tháng 7 năm 1949, Chính phủ lâm thời của Quốc gia Việt Nam được thành lập theo sắc lệnh số 1-CP của Thủ tướng, tấn phong Bảo Đại là Quốc trưởng, Trung tướng Nguyễn Văn Xuân làm Thủ tướng kiêm Tổng trưởng Quốc phòng (Có tài liệu ghi Bảo Đại là Quốc trưởng kiêm Thủ tướng, Nguyễn Văn Xuân là Phó Thủ tướng kiêm Tổng trưởng Quốc phòng). Theo đánh giá của người Mỹ, Bảo Đại ít tham gia vào công việc của chính phủ, giành nhiều thời gian cho nghỉ mát.
Tháng 1 năm 1950, Bảo Đại chỉ định Nguyễn Phan Long làm Thủ tướng. Ngày 27 tháng 4 năm 1950, giải tán chính phủ Nguyễn Phan Long và ủy nhiệm Thủ hiến Trần Văn Hữu thành lập chính phủ mới. Tính đến đầu năm 1950, có 35 quốc gia công nhận Quốc gia Việt Nam.
Từ tháng 6 cho đến tháng 10 năm 1950, Quốc gia Việt Nam và Pháp họp tại Pau (Pháp) để bàn về việc chuyển giao các chức năng quản lý xuất nhập cảnh, quan hệ ngoại giao, ngoại thương, hải quan và tài chính cho Quốc gia Việt Nam. Tài chính là vấn đề gây nhiều tranh cãi nhất bao gồm việc kiểm soát lợi nhuận từ hoạt động ngoại hối. Kết quả tất cả các chức năng trên đã được Pháp chuyển giao cho Quốc gia Việt Nam. Thủ tướng Quốc gia Việt Nam Trần Văn Hữu sau khi ký thỏa thuận với Pháp đã tuyên bố: "Nền độc lập của chúng tôi hiện nay thật tuyệt vời". Các quan chức Pháp phàn nàn về Bảo Đại: "Ông ấy tập trung quá mức vào việc lấy lại từ chúng tôi những gì có thể thay vì tìm kiếm sự ủng hộ từ nhân dân... Lịch sử sẽ phán xét ông ấy vì quá chú tâm vào chuyện này". Tuy nhiên người Pháp vẫn dành cho mình quyền quan sát và can thiệp đối với những vấn đề liên quan đến toàn bộ Liên hiệp Pháp. Người Pháp còn có quyền tiếp cận mọi thông tin nhà nước, tham dự vào tất cả các quyết định của chính phủ và nhận một khoản nhỏ từ lợi tức quốc gia của Việt Nam.
Ngày 8/12/1950, Quốc gia Việt Nam và Pháp ký Hiệp định quân sự thành lập Quân đội Quốc gia Việt Nam bằng cách đặt một số đơn vị quân đội Pháp tại Việt Nam dưới quyền chỉ huy của Quốc gia Việt Nam. Dự kiến quân đội này sẽ bao gồm 120.000 quân và 4.000 sĩ quan. Tất cả sĩ quan đều phải là người Việt. Pháp có trách nhiệm hỗ trợ Quốc gia Việt Nam thành lập những đơn vị mới do sĩ quan Việt Nam chỉ huy và đào tạo sĩ quan người Việt thay thế dần những sĩ quan Pháp đang hiện diện trong Quân đội Quốc gia Việt Nam. Nhà sử học Spencer C. Tucker cho rằng Quân đội Quốc gia Việt Nam được huấn luyện kém và không có sĩ quan chỉ huy cấp cao người Việt, Pháp chỉ đơn giản là đưa những người lính mới tuyển mộ được vào các quân đoàn Viễn chinh của chính Pháp, tại đó, người chỉ huy là các sĩ quan Pháp.
Archimedes L.A Patti nhận xét: 
"Tất nhiên họ [Quốc gia Việt Nam] đã lầm, không bao giờ Pháp cho Việt Nam độc lập để mất Đông Dương. Bảo Đại trở về Việt Nam và cho rằng ông ta đã làm hết sức mình để người Pháp phải giữ lời cam kết. Ông sẽ chờ và xem. Có thể người Mỹ sẽ khích lệ giúp đỡ. Nhưng sau một ngày ở Sài Gòn, thấy Pháp từ chối không cho ông sử dụng dinh Norodom, trụ sở chính quyền thuộc địa Pháp, Bảo Đại liền rút lui về nhà ở Đà Lạt. Sự việc này cho thấy rõ tình hình chẳng có gì thay đổi cả".
Tướng Georges Revers, Tổng Tham mưu trưởng quân đội Pháp, được phái sang Việt Nam để nghiên cứu tình hình (tháng 5, 6 năm 1949) và sau đó đã viết: "Hồ Chí Minh đã có khả năng chống cự lại với sự can thiệp của Pháp lâu đến như thế, chính là vì nhà lãnh đạo Việt Minh đã biết tập hợp chung quanh mình một nhóm những người thực sự có năng lực... Ngược lại, Bảo Đại đã có một chính phủ gồm độ 20 đại biểu của toàn các đảng phái ma, trong số đó đảng mạnh nhất cũng khó mà đếm được 25 đảng viên".
Người Pháp trì hoãn một cách có tính toán việc thi hành thỏa hiệp Élysée với Quốc gia Việt Nam. Quân đội của họ tiếp tục tham chiến tại Việt Nam, nhân viên hành chính tiếp tục làm việc ở các cấp chính quyền; Quốc gia Việt Nam chẳng được trao cho một chút quyền hành thực sự nào, như bấy giờ người ta nói, Quốc gia Việt Nam chỉ là một sự ngụy trang cho nền cai trị của thực dân Pháp.

#### Thay đổi Thủ tướng

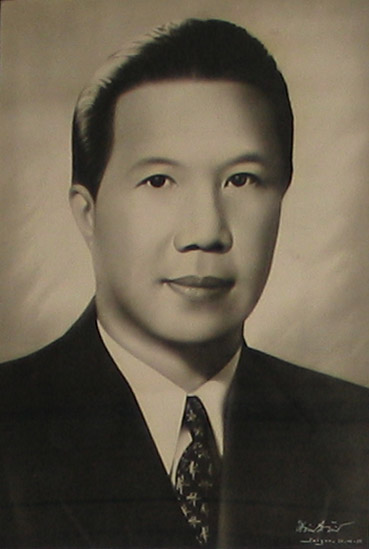
Chân dung Bảo Đại thời kỳ 1952-1954.

Chính phủ do Trần Văn Hữu làm Thủ tướng tồn tại đến ngày 6 tháng 6 năm 1952 thì phải cáo lui, nhường chỗ cho Nguyễn Văn Tâm lên làm thủ tướng cùng thành phần tổng, bộ trưởng đa số là người do Pháp đào tạo.
Ngày 20 tháng 11 năm 1953, hoàng thân Bửu Lộc từ Pháp về Sài Gòn lập chính phủ thay thế chính phủ Nguyễn Văn Tâm. Thời gian này, Quốc trưởng Bảo Đại sống và làm việc tại biệt điện ở Đà Lạt. Xung quanh nơi ở của Bảo Đại có cả một trung đoàn Ngự lâm quân bảo vệ và có cả một đoàn xe riêng gọi là "công xa biệt điện", lại có cả một đội máy bay riêng do các phi công người Pháp lái phục vụ.
Ngày 11 tháng 1 năm 1954, Chính phủ mới do Bửu Lộc thành lập trình diện Bảo Đại nhưng đến ngày 16 tháng 6 năm 1954, Bửu Lộc từ chức. Quốc trưởng Bảo Đại mời Ngô Đình Diệm về nước, ngày 6 tháng 7, Ngô Đình Diệm thành lập chính phủ mới.

#### Gửi thư chia buồn với Pháp
Sau trận Điện Biên Phủ, quân Pháp bị thua nặng, Bảo Đại đã viết một bài văn chia buồn với nước Pháp. trong đó có đoạn
Các bạn Pháp của nước Việt Nam dù ở trong quân đội hay ở nước ngoài, các bạn cũng như chúng tôi hiện nay đang chịu một cái tang chung. Tôi muốn nhân lúc này tỏ cùng các bạn tình thân hữu và lòng khâm phục của tôi đối với nước Pháp, và tôi muốn các bạn cũng tin tưởng như tôi vào tiền đồ nước Việt Nam, nhờ có những hy sinh của các bạn mà được cứu vãn.
Sau Hiệp định Genève 1954, Pháp phải rút khỏi Đông Dương, chính phủ và quân đội Quốc gia Việt Nam tập kết ở miền Nam Việt Nam chờ tổng tuyển cử để thống nhất Việt Nam. Ngô Đình Diệm tiến hành cải tổ chính phủ lần thứ nhất vào ngày 24 tháng 9 năm 1954 và lần thứ hai vào ngày 10 tháng 5 năm 1955.

#### Bị Ngô Đình Diệm lật đổ
Tháng 9 năm 1954, tướng Nguyễn Văn Hinh không chịu dưới quyền chỉ huy của Ngô Đình Diệm nên đánh điện sang Pháp nhờ Bảo Đại can thiệp. Bảo Đại điện về Sài Gòn triệu tập Diệm sang Cannes gặp Bảo Đại để bàn lại việc sắp xếp nhân sự nhưng Diệm không đi. Bảo Đại quyết định điện về Sài Gòn cách chức thủ tướng của Ngô Đình Diệm.
Tuy nhiên, ngày 4 tháng 10 năm 1955, Ủy ban trưng cầu dân ý thành lập đưa ý kiến đòi truất phế Quốc trưởng Bảo Đại và đưa Thủ tướng Ngô Đình Diệm lên làm Tổng thống. Khi cử tri đi đến nơi bỏ phiếu, họ thấy rằng nơi đây đã bị những người ủng hộ Ngô Đình Diệm kiểm soát. Một cử tri sau khi bỏ phiếu đã nói rằng "Người chỉ đạo nói cho chúng tôi hiểu rằng ở đây chỉ có hai sự lựa chọn, hoặc là phiếu đỏ (Ngô Đình Diệm) sẽ được bỏ vào hòm phiếu hoặc phiếu xanh sẽ bị loại đi". Về phía Bảo Đại, ngày 18/10/1955, ông đưa ra tuyên bố cắt chức Thủ tướng cũng như xóa bỏ mọi quyền lực của Ngô Đình Diệm từ văn phòng của mình tại Paris để phản đối một chính phủ công an trị và chế độ độc tài cá nhân do Ngô Đình Diệm đứng đầu.

### Cuộc sống lưu vong

Tượng bán thân của Bảo Đại trong Dinh Bảo Đại

Ông sống tại Cannes, sau đó chuyển đến vùng Alsace. Bảo Đại giao du với Jean de Beaumont, cựu nghị sĩ Nam Kỳ, một tay săn bắn có tiếng. Năm 1963, Nam Phương Hoàng hậu qua đời ở Chabrignac.
Năm 1957, trong thời gian ở Alsace ở Pháp, ông gặp Christiane Bloch-Carcenac, người mà ông đã ngoại tình cho đến năm 1970. Từ mối quan hệ này, ông sinh ra đứa con cuối cùng của ông, Patrick-Édouard Bloch, sinh năm 1958, hiện vẫn sống ở Alsace.
Sau khi sang Pháp, Bảo Đại không còn nắm hệ thống kinh tế thu lợi cho bản thân như trước, nhiều cơ sở kinh doanh ở Việt Nam đã bị Ngô Đình Diệm tịch thu. Bị cơ quan thuế để mắt tới, không còn tiền tài trợ của chính phủ Pháp, ông phải bán dần tài sản của mình. Khoảng thập niên 1960, gia sản khổng lồ của Bảo Đại đã lần lượt hao hụt. Nhiều lâu đài tráng lệ, máy bay đắt tiền, xe hơi sang trọng,... lần lượt phải sang tên người khác và bán thế chấp trả số nợ khổng lồ. Bảo Đại chỉ còn được nhận số tiền trợ cấp ít ỏi của Chính phủ Tổng thống Giscard với 8.000 franc/tháng.
Năm 1972, khi tiêu pha hết cả tài sản, Bảo Đại sống với Monique Baudot, một phụ nữ Pháp kém Bảo Đại hơn 30 tuổi (Monique Baudot sinh năm 1946), đến năm 1982 thì kết hôn. Năm 1988, sau một thời gian đàm đạo với cha sở nhà thờ Saint-Pierre-de-Chaillot, Bảo Đại nhập đạo Công giáo, lấy tên thánh là Jean-Robert.
Trong thập niên 1970, ảnh hưởng của Bảo Đại tại các khu vực như Quảng Trị và Thừa Thiên Huế vẫn còn rất lớn. Chính vì vậy phía Việt Nam Dân chủ Cộng hòa đã phái các đại diện sang Pháp nhằm thuyết phục Bảo Đại tham gia một chính phủ liên hiệp nhằm thống nhất Việt Nam, nhờ đó thông qua Bảo Đại thì Việt Nam Dân chủ Cộng hòa có thể thu hút thêm những người ủng hộ tại các địa phương mà Bảo Đại có ảnh hưởng.
Năm 1982, nhân khai trương Hội Hoàng tộc ở hải ngoại, Bảo Đại lần đầu tiên sang thăm Hoa Kỳ với tư cách cá nhân. Trong chuyến đi này ông đã nhận tên cha để làm lại giấy khai sinh cho những người con ngoại hôn trước đây không ghi tên ông trong phần tên cha. Tại Sacramento, California, ông được tặng chiếc chìa khóa vàng tượng trưng cho thị trấn này. Ông cũng được bà thị trưởng thành phố Westminster, California tặng danh hiệu "công dân danh dự" của thành phố. Ông cũng thăm viếng và chúc mừng các buổi lễ của cộng đồng Phật giáo và Cao Đài người Việt ở California cùng các cộng đồng người Mỹ gốc Việt ở Texas. Bảo Đại cũng nhân dịp này thăm dò ý kiến của các cộng đồng người Việt sống ở Hoa Kỳ về giải pháp cho việc hòa giải dân tộc.

### Qua đời
Bảo Đại đã sống những năm cuối đời trong lặng lẽ tại một căn hộ nhỏ ở số 29, đường Fresnel, quận 16, Paris. Tất cả gia tài đồ sộ và quyền lực một thời đều đã không còn, ông sống dựa vào khoản trợ cấp 20.000 Franc/tháng của chính phủ Pháp.
Ông qua đời vào 5 giờ sáng ngày 31 tháng 7 năm 1997 tại Quân y viện Val-de-Grâce, hưởng thọ 83 tuổi. Cựu hoàng Bảo Đại là vị vua thọ nhất của nhà Nguyễn. Ông cũng là một phế đế sống thọ nhất trên thế giới thời hiện đại.
Đám tang Bảo Đại được tổ chức vào lúc 11 giờ ngày 6 tháng 8 năm 1997 tại nhà thờ Saint-Pierre de Chaillot số 35 đại lộ Marceau, quận 16, Paris và linh cữu được mai táng tại Nghĩa trang Passy trên đồi Trocadéro.
Trả lời BBC về sự kiện này, bà Monique nói: "Ngày hôm nay tôi rất đau buồn. Dĩ nhiên rồi, trước hết và trên hết là vì chồng tôi vừa qua đời. Nhưng hôm nay trang sử của triều Nguyễn Việt Nam cũng được chấm dứt. Tôi cầu nguyện cho chồng tôi".

## Đánh giá

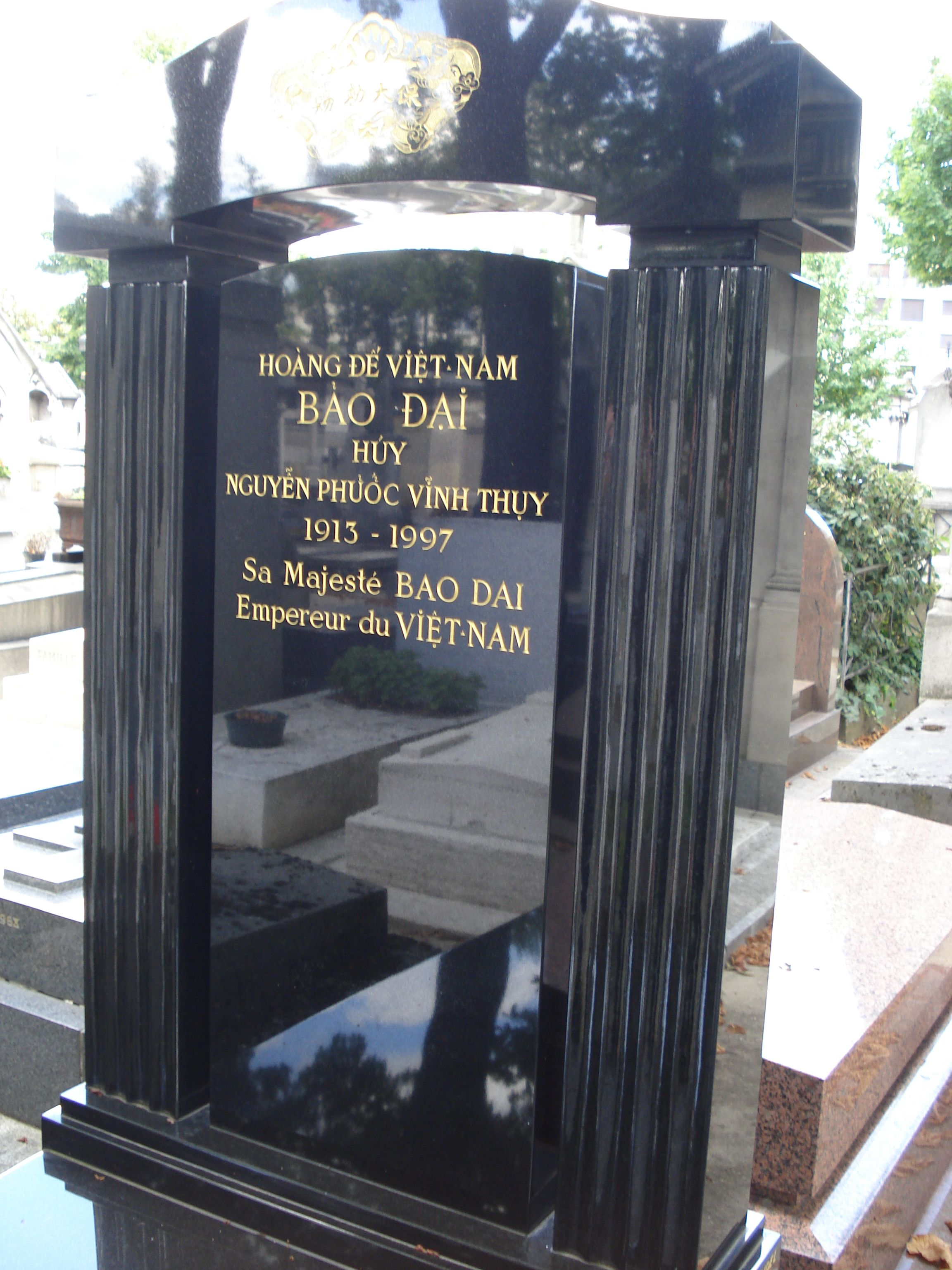
Mộ vua Bảo Đại tại Pháp.

Bảo Đại nổi tiếng với lối sống rất xa xỉ, phung phí. Năm 1954, khi ở Genève, Bảo Đại đã mua của hãng Rolex một chiếc đồng hồ tốt nhất mà họ có, đó là chiếc "Reference 6062". Reference 6062 được sản xuất vào năm 1952, thuộc dòng "Triple Calendar" với lịch Mặt trăng (Âm lịch) bằng vàng và là một trong ba mẫu có mặt số màu đen với kim cương trang trí. Năm 2017, nó được bán với giá 5.060.427 đôla, chiếc đồng hồ Bảo Đại trở thành chiếc đồng hồ Rolex đắt nhất được bán tính tới khi đó.
Trong cuốn "Bảo Đại - hay những ngày cuối cùng của vương quốc An Nam", Daniel Grandclément viết:
Bảo Đại đúng như những gì mọi người Việt đã biết về ông: hào hoa, lịch lãm và sành điệu, săn bắn giỏi, lái xe hơi, máy bay giỏi, khiêu vũ, đánh golf, chơi quần vợt giỏi... Ông chỉ không biết làm vua. Ông vua nước Nam cứ quẩn quanh, thậm chí mưu mẹo chỉ để có được từ chiếc xe hơi, máy bay cho đến khẩu súng săn, cuốn album bìa da, thỏa mãn những thú vui vật chất.
Như lời Bảo Đại thú nhận: "Người Pháp lúc nào cũng muốn tôi ngồi yên một chỗ, không cho thân mật với dân nên trong hai mươi năm trời làm vua tôi ra Bắc một lần, vào Nam kỳ một lần, cũng là đi lướt qua, không thấy rõ ràng một điều gì. Xung quanh tôi họ đặt toàn những người mật thám. Tôi rất buồn biết mình không thể làm chi có ích cho đất nước..."
Ông mơ hồ tin tưởng vào "nền độc lập trong khuôn khổ Liên hiệp Pháp" đạt được dễ dàng cùng với các điều kiện vật chất. Quen sung sướng, quen được cung phụng, Bảo Đại dường như chưa bao giờ nghĩ đến việc đi tìm độc lập bằng con đường nếm mật nằm gai như các vua Hàm Nghi, Duy Tân trước ông.
Ông đã khước từ những cơ hội mà Chủ tịch Hồ Chí Minh đã tạo ra, mang đến cho ông... Khước từ cơ hội đi chung đường với cả dân tộc, dù ông đã cùng chính phủ cộng hòa non trẻ ngồi họp bàn từ việc lớn đến việc nhỏ trong những ngày khai sinh nhà nước. Con đường mà Bảo Đại chọn cuối cùng đã dẫn đến kết cục "ông hoàng bị quét đi như quét một hạt bụi vô giá trị..."
Hành động lớn nhất trong đời ông là thoái vị, và ông đi vào lịch sử chỉ bằng một câu nói: "Tôi muốn làm dân một nước tự do hơn là làm vua một nước nô lệ".
Nhà báo Merry Bromberger viết về thói ăn chơi của Bảo Đại:
"Muốn gặp Bảo Đại ở Hong Kong chỉ cần dạo mười bốn hộp đêm trong thành phố, dễ hơn là tìm ông trong một khách sạn Anh".
Bảo Đại đã mê đánh bạc, nhảy đầm và du hí từ lúc du học bên Pháp. Cả 12 triều vua nhà Nguyễn trước đó không ai sánh bằng Bảo Đại trong việc tiêu xài hoang phí. Nhiều học giả người Pháp và Việt đã ví Bảo Đại như vua Louis XVI của nước Pháp, do cả hai đều chi tiêu cực kỳ xa xỉ tốn kém, và cả hai đều là những ông vua khiến vương triều sụp đổ. Có lần, các tờ báo ở Cannes đã đăng tin rất giật gân rằng chỉ trong một đêm ở sòng bạc, Bảo Đại đã thua ông trùm Hollywood Jack Warner số tiền lên tới 350 triệu franc. Trong lịch sử Việt Nam chưa từng có ai thua bạc một đêm với số tiền lớn như Bảo Đại.
Tháng 3/1948, khi một nhà báo quốc tế nhắc tới tin đồn rằng Bảo Đại sẽ chịu hợp tác với Pháp để thành lập chính phủ, với điều kiện quân đội và ngoại giao của chính phủ đó thuộc quyền chỉ huy của Pháp, chủ tịch Hồ Chí Minh vẫn tỏ ra tin tưởng Bảo Đại:
"Ông Vĩnh Thụy [tên thật của Bảo Đại] là Cố vấn của Chính phủ Việt Nam. Ông ấy không thể đàm phán hoặc hành động gì trước khi Chính phủ Việt Nam đồng ý. Vả chǎng, nếu quân đội và ngoại giao Việt Nam ở dưới quyền Pháp tức là Việt Nam chưa được độc lập hẳn và vẫn là thuộc địa của Pháp. Điều kiện như thế thì ngoài bọn phản quốc ra, không có một người Việt Nam nào chịu nhận, cố vấn Vĩnh Thụy cũng vậy. Hơn 80 nǎm dưới quyền thống trị của Pháp, nhân dân Việt Nam đã nếm đủ sỉ nhục và đau khổ".
Sau đó ít lâu, khi thông tin này đã trở thành sự thật, trả lời điện phỏng vấn của Dân quốc Nhật báo (Trung Hoa Dân Quốc) ngày 3/4/1949, chủ tịch Hồ Chí Minh đã lên án Bảo Đại như sau: 
"Vĩnh Thụy trở về với 10.000 quân viễn chinh Pháp, để giết hại thêm đồng bào Việt Nam. Vĩnh Thụy cam tâm bán nước, đó là sự thực. Âm mưu của thực dân Pháp là đặt lại chế độ nô lệ ở Việt Nam. Vĩnh Thụy làm tay sai cho thực dân, là một tên phản quốc. Pháp luật Việt Nam tuy khoan hồng với những người biết cải tà quy chính nhưng sẽ thẳng tay trừng trị những tên Việt gian đầu sỏ đã bán nước buôn dân. Quân và dân Việt Nam quyết tâm đánh tan tất cả âm mưu của thực dân, quyết kháng chiến để tranh cho kỳ được độc lập và thống nhất thật sự".
Tại An Giang, người dân truyền tụng những câu ca dao phê phán rất thẳng, rất gay gắt, chửi cả tông tộc nhà Nguyễn, từ vua khai quốc Gia Long đến vua cuối cùng Bảo Đại là "dòng Việt gian" vì hành động cầu viện ngoại xâm để giành ngôi vị:
| “ | Bảo Đại là cháu Gia Long Là con Khải Định, là dòng Việt gian Gia Long cõng rắn cắn gà Giầy mả ông bà, Bảo Đại rước voi Ai ơi phải nhớ mấy lời Đừng cho kẻ hại giống nòi mọc lên. | ” |

## Gia quyến
- Ông: Nguyễn Cảnh Tông Đồng Khánh.
- Bà: Hựu Thiên Thuần Hoàng hậu Dương Thị Thục (18 tháng 4 năm 1868 - 17 tháng 9 năm 1944), được tôn phong Khôn Nghi Xương Đức Thái hoàng thái hậu (坤儀昌德太皇太后), còn gọi là Đức Tiên Cung (德仙宮). Khi Bảo Đại còn bé đều do bà nuôi dưỡng.
- Cha: Nguyễn Hoằng Tông Khải Định.
- Mẹ: Đoan Huy Hoàng thái hậu Hoàng Thị Cúc (28 tháng 1 năm 1890 - 9 tháng 11 năm 1980), còn gọi là Đức Từ Cung (德慈宮). Bà vốn là Cung nhân, xuất thân thấp kém, sau mang thai Bảo Đại mà được tấn phong Huệ phi (惠妃).
- Vợ:

1. Nam Phương Hoàng hậu Nguyễn Hữu Thị Lan (南芳皇后阮有氏蘭; 14 tháng 12 năm 1914 - 16 tháng 9 năm 1963), con gái của Nguyễn Hữu Hào và phu nhân Lê Thị Bính (con gái của Huyện Sỹ Lê Phát Đạt). Quê Gò Công, Tiền Giang, Việt Nam. Ngày 20 tháng 3 năm 1934, Bảo Đại làm đám cưới với Marie Thérèse Nguyễn Hữu Thị Lan và tấn phong bà làm Nam Phương Hoàng hậu. Ông là nhà vua đầu tiên thực hiện bỏ chế độ cung tần, thứ phi. Cuộc hôn nhân này cũng gặp phải rất nhiều phản đối vì Nguyễn Hữu Thị Lan là người Công giáo và mang quốc tịch Pháp. Có năm người con.
2. Monique Marie Eugene Baudot, người Pháp, sinh tại Lorraine vào ngày 30 tháng 4 năm 1946. Bảo Đại quen bà từ năm 1971. Năm 1982 hai người kết hôn, Baudot được xưng danh Hoàng phi (皇妃; Imperial Princess), không có con chung. Sau khi Bảo Đại băng hà, bà tự xưng làm Thái Phương Hoàng hậu (泰芳皇后).[74]

- Hậu duệ: Bảo Đại có 6 hoàng tử và 7 hoàng nữ, tổng cộng 13 người con.

1. Con chính thức (đều do Nam Phương Hoàng hậu sinh ra):
  1. Trưởng nam - Đông cung Hoàng thái tử Nguyễn Phúc Bảo Long, sinh ngày 4 tháng 1 năm 1936, mất ngày 28 tháng 7 năm 2007.
  2. Trưởng nữ Nguyễn Phúc Phương Mai, sinh ngày 1 tháng 8 năm 1937, mất ngày 16 tháng 1 năm 2021.

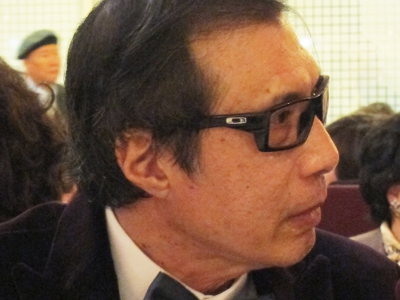
Hoàng nam Bảo Ân, con trai út (giá thú) của Bảo Đại.

  3. Thứ nữ Nguyễn Phúc Phương Liên, sinh ngày 3 tháng 11 năm 1938.
  4. Thứ nữ Nguyễn Phúc Phương Dung, sinh ngày 5 tháng 2 năm 1942.
  5. Thứ nam Nguyễn Phúc Bảo Thăng, sinh ngày 9 tháng 12 năm 1943, mất ngày 15 tháng 3 năm 2017.
2. Con ngoại hôn: Hoàng nam Bảo Ân, con trai út (giá thú) của Bảo Đại.
  1. Thứ nữ Nguyễn Phúc Phương Thảo, sinh ngày 4 tháng 6 năm 1946 hiện nay đang sống ở Pháp. Mẹ là Thứ phi Mộng Điệp.
  2. Thứ nữ Nguyễn Phúc Phương Minh, sinh ngày 15 tháng 1 năm 1949, bà lấy chồng và lập nghiệp ở Pháp, rồi ly dị, trước tháng 4 năm 1975 về Sài Gòn thăm mẹ và bị kẹt lại đây, sau đó được bảo lãnh sang Hoa Kỳ lập nghiệp và qua đời tại Hoa Kỳ vào năm 2012. Mẹ là Thứ phi Phi Ánh.
  3. Thứ nam Nguyễn Phúc Bảo Ân, sinh năm 1951 đang sống tại Westminster, California, là người con nối dõi nhà Nguyễn. Mẹ là Thứ phi Phi Ánh. Ông Bảo Ân có 2 con, gái là Nguyễn Phúc Thụy Sĩ, sinh năm 1976 và trai là Nguyễn Phúc Quý Khang sinh năm 1977. Như vậy, Nguyễn Phúc Quý Khang là cháu đích tôn của Cựu hoàng Bảo Đại.[75]Hoàng nam Patrick-Édouard Bloch, con trai út (ngoài giá thú) của Bảo Đại.

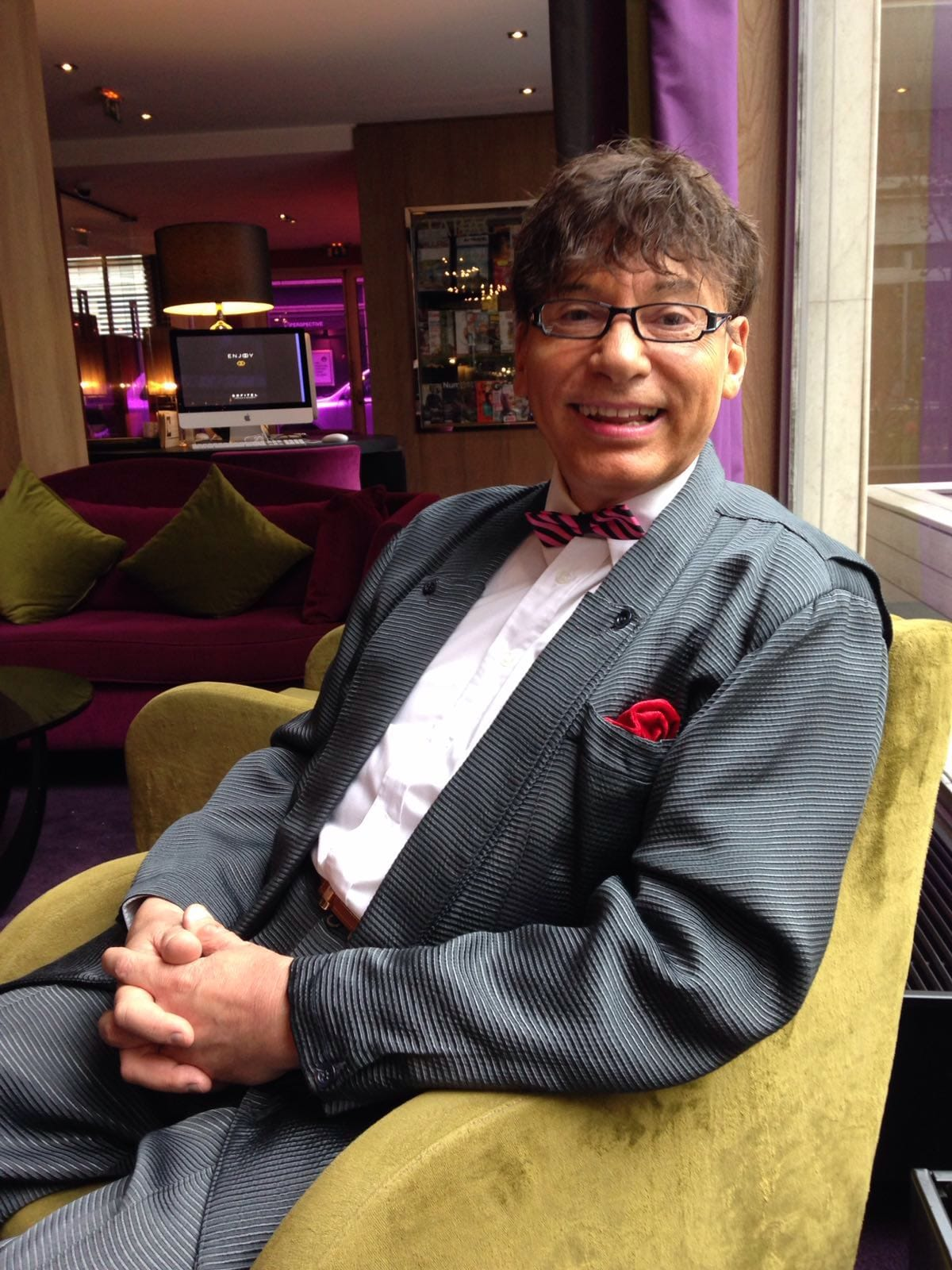
Hoàng nam Patrick-Édouard Bloch, con trai út (ngoài giá thú) của Bảo Đại.

  4. Thứ nam Nguyễn Phúc Bảo Hoàng, sinh năm (1954–1955), chết khi một tuổi. Mẹ là Thứ phi Mộng Điệp.
  5. Thứ nữ Nguyễn Phúc Phương Từ, sinh năm 1955,[76] hiện đang sống ở Pháp. Mẹ là Quý bà Vicky.
  6. Thứ nữ Nguyễn Phúc Phương An, sinh năm 1955, hiện nay đang sống ở Hawaii, Hoa Kỳ.[77][78] Mẹ là Hoàng Tiểu Lan.
  7. Thứ nam Nguyễn Phúc Bảo Sơn (1957–1987), chết khi 30 tuổi vì tử nạn tại Nhật. Mẹ là Thứ phi Mộng Điệp.
  8. Con trai cuối cùng (con thứ 13): Patrick-Édouard Bloch-Carcenac, sinh ngày 21 tháng 4 năm 1958 tại Strasbourg, Pháp, con trai của Christiane Bloch-Carcenac, gặp nhau ở Alsace, Pháp năm 1957, trong một bữa tiệc săn bắn. Anh ấy vẫn sống ở Alsace ngày nay.[79]

Bảo Đại còn có một người con do bà Từ Cung Hoàng thái hậu nuôi từ nhỏ, nhưng không rõ là con bà nào do ông không tiết lộ.

### Một số nhân tình nổi tiếng
Bảo Đại là ông vua duy nhất trong lịch sử Việt Nam từng tuyên bố sẽ chỉ lấy 1 vợ. Tuy nhiên, ông có đời sống tình ái khá phóng túng và có khá nhiều nhân tình. Trong cuốn "Bảo Đại hay những ngày cuối cùng của Vương quốc An Nam", tác giả người Pháp Daniel Grandclément dẫn lời một người thân cận với nhà vua từng nói: "Ông đã dan díu với đủ hạng người, từ cô hầu phòng bình thường, vợ của các gia nhân đày tớ, hoa hậu Đông Dương đến gái nhảy, thậm chí gái điếm..."
1. Thứ phi Bùi Mộng Điệp(裴夢蝶 22 tháng 6 năm 1924 - 26 tháng 6 năm 2011), quê Bắc Ninh, không hôn thú, có ba người con chung là Nguyễn Phúc Phương Thảo, Nguyễn Phúc Bảo Hoàng và Nguyễn Phúc Bảo Sơn.
2. Thứ phi Lê Thị Phi Ánh ở Huế (24 tháng 6 năm 1925 - 15 tháng 12 năm 1986), không hôn thú, có hai người con chung là Nguyễn Phúc Phương Minh và Nguyễn Phúc Bảo Ân.
3. Lý Lệ Hà (李麗霞) quê Thái Bình, vũ nữ, không hôn thú, không có con chung.
4. Hoàng Tiểu Lan (黃小蘭), còn tên khác là Jenny Woong, vũ nữ Trung Hoa lai Pháp, không hôn thú, có một con gái chung là Nguyễn Phúc Phương An, sau này cũng có đưa về Đà Lạt, cũng có một biệt thự như các bà thứ phi người Việt.
5. Bà Vicky (Pháp), không hôn thú, có một con gái chung là Nguyễn Phúc Phương Từ.
6. Clément (?), vũ nữ và buôn lậu ở xóm Cigalle (Pháp), không hôn thú.
7. Christiane Bloch-Carcenac, một quý bà Pháp, sinh năm 1922 tại Pháp, và mất năm 2009, gặp nhau trong một bữa tiệc săn bắn ở vùng Alsace, Pháp. Mối liên hệ với Hoàng đế kéo dài cho đến năm 1970. Từ mối liên hệ của họ sinh ra Patrick-Edouard Bloch-Carcenac năm 1958, đứa con cuối cùng của Hoàng đế.

|                      |                      |  |                           |                           |  |                          |                          |  |                        |                        |  |                         |                         |
|                      |                      |  |                           |                           |  | 1 Gia Long 1802 - 1820   |                          |  |                        |                        |  |                         |                         |
|                      |                      |  |                           |                           |  |                          |                          |  |                        |                        |  |                         |                         |
|                      |                      |  |                           |                           |  | 2 Minh Mạng 1820 - 1841  |                          |  |                        |                        |  |                         |                         |
|                      |                      |  |                           |                           |  |                          |                          |  |                        |                        |  |                         |                         |
|                      |                      |  |                           |                           |  | 3 Thiệu Trị 1841 - 1847  |                          |  |                        |                        |  |                         |                         |
|                      |                      |  |                           |                           |  |                          |                          |  |                        |                        |  |                         |                         |
|                      |                      |  |                           |                           |  |                          |                          |  |                        |                        |  |                         |                         |
| 4 Tự Đức 1847 - 1883 | 4 Tự Đức 1847 - 1883 |  | Thoại Thái Vương          | Thoại Thái Vương          |  |                          |                          |  | Kiên Thái Vương        | Kiên Thái Vương        |  | 6 Hiệp Hòa 1883         | 6 Hiệp Hòa 1883         |
|                      |                      |  |                           |                           |  |                          |                          |  |                        |                        |  |                         |                         |
|                      |                      |  |                           |                           |  |                          |                          |  |                        |                        |  |                         |                         |
|                      |                      |  | 5 Dục Đức 1883            | 5 Dục Đức 1883            |  | 9 Đồng Khánh 1885 - 1889 | 9 Đồng Khánh 1885 - 1889 |  | 8 Hàm Nghi 1884 - 1885 | 8 Hàm Nghi 1884 - 1885 |  | 7 Kiến Phúc 1883 - 1884 | 7 Kiến Phúc 1883 - 1884 |
|                      |                      |  |                           |                           |  |                          |                          |  |                        |                        |  |                         |                         |
|                      |                      |  | 10 Thành Thái 1889 - 1907 | 10 Thành Thái 1889 - 1907 |  | 12 Khải Định 1916 - 1925 | 12 Khải Định 1916 - 1925 |  |                        |                        |  |                         |                         |
|                      |                      |  |                           |                           |  |                          |                          |  |                        |                        |  |                         |                         |
|                      |                      |  | 11 Duy Tân 1907 - 1916    | 11 Duy Tân 1907 - 1916    |  | 13 Bảo Đại 1926 - 1945   | 13 Bảo Đại 1926 - 1945   |  |                        |                        |  |                         |                         |
|                      |                      |  |                           |                           |  |                          |                          |  |                        |                        |  |                         |                         |

Chú thích: Các năm trong bảng là các năm trị vì của vị vua đó

## Câu nói
- Ta không muốn một quân đội nước ngoài làm đổ máu thần dân ta.[81] Phát biểu khi từ chối sự bảo vệ của quân Nhật chống lại nguy cơ đảo chính của Việt Minh.
- Trẫm muốn được làm dân một nước tự do, hơn làm vua một nước bị trị.[82]
- Cái được gọi là giải pháp Bảo Đại hóa ra là giải pháp của người Pháp.[40]
- Đã đến lúc kết thúc cuộc chiến huynh đệ tương tàn và ít nhất là phục hồi hòa bình cùng sự hòa hợp.[83] Phát biểu năm 1972 nhằm kêu gọi hòa bình và hòa hợp dân tộc ở Việt Nam.
- Xin cho tôi được sống và chết trong bình yên.[84]

## Trong thơ ca
Khi Bảo Đại sang Trung Quốc, nhà thơ Việt Nam đương thời Tú Mỡ có bài thơ châm biếm về việc này.

## Trong văn hoá đại chúng
| Năm  | Tác phẩm                      | Diễn viên      | Thể loại         |
| ---- | ----------------------------- | -------------- | ---------------- |
| 2004 | Ngọn nến Hoàng cung           | Huỳnh Anh Tuấn | Phim truyền hình |
| 2020 | Không thể cùng nhau suốt kiếp | Xuân Phúc      | Music video      |

## Tiền đồng "Bảo Đại thông bảo"
Tiền đồng Bảo Đại thông bảo (保大通寶) là loại tiền đồng Việt Nam kiểu cổ sau cùng được chế tạo. Có ba loại tiền Bảo Đại Thông bảo: loại tiền đúc cỡ nhỏ, loại tiền đúc cỡ lớn mặt sau có nổi chữ "mười văn" và loại tiền đúc lớn có mặt sau "trơn". Tất cả được phát hành vào năm 1933.

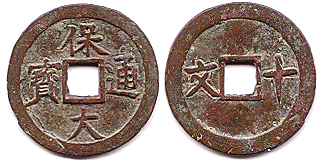
Bảo Đại thông bảo (保大通寶) (1926-1945)
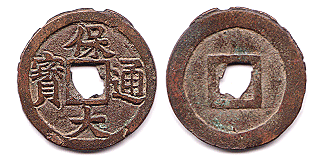
Bảo Đại thông bảo (保大通寶) (1926-1945)
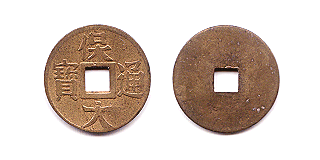
Bảo Đại thông bảo (保大通寶) (1926-1945)